# Sabakalal
Sabakalal o Sabakalá fue una población del estado de Yucatán, México, perteneciente al municipio de Ucú, ubicada en la parte nor-oeste de dicho estado peninsular. 

## Toponimia
El nombre (Sabakalal) proviene del idioma maya.

## Localización
Sabakalal se localiza al norte de Ucú, la cabecera municipal. Se comunicaba antiguamente por una vía de riel (Decauville) con la hacienda Xtul, del municipio de Progreso, a 21 kilómetros al norte de la población, pasando entonces por la población de Santa Elena (llamado también Elená) y hacia el sur a 4 kilómetros con Yaxché de Peón. Hoy día los 13 últimos kilómetros de esa vía (llegando a Xtul) forman parte de la carretera a la actual Sierra Papacal en la cual se localizan algunos lugares arqueológicos, algunos sin nombre.

## Sitios de interés
Se encuentra una laguna, un rancho abandonado y algunos vestigios arqueológicos menores alrededor del lugar.

## Importancia histórica
Tuvo su esplendor durante la época del auge henequenero y emitió fichas de hacienda las cuales por su diseño son de interés para los numismáticos. Dichas fichas acreditan la hacienda como propiedad de A.L. Peón.

## Galería

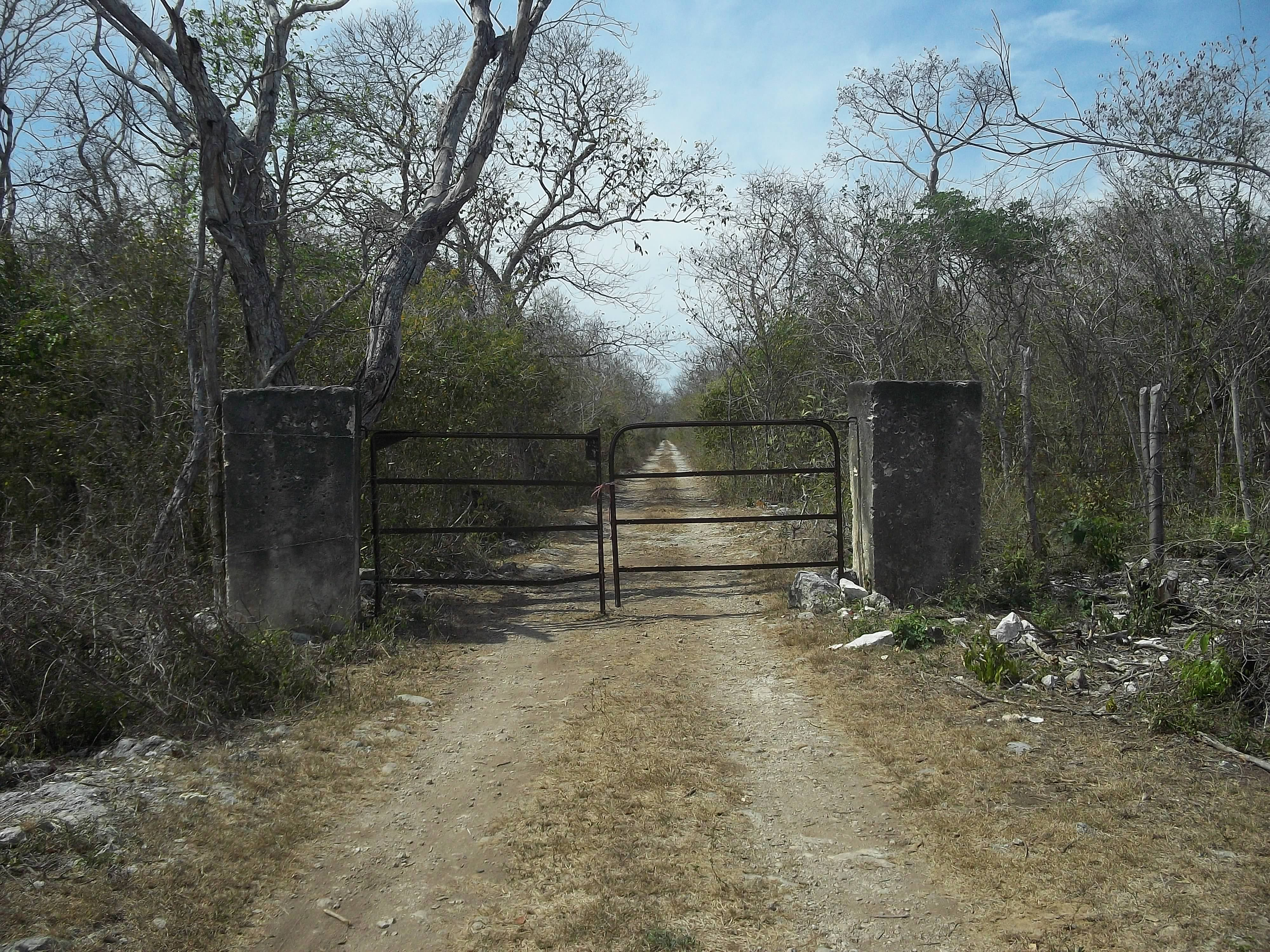
Entrada a Sabakalal.
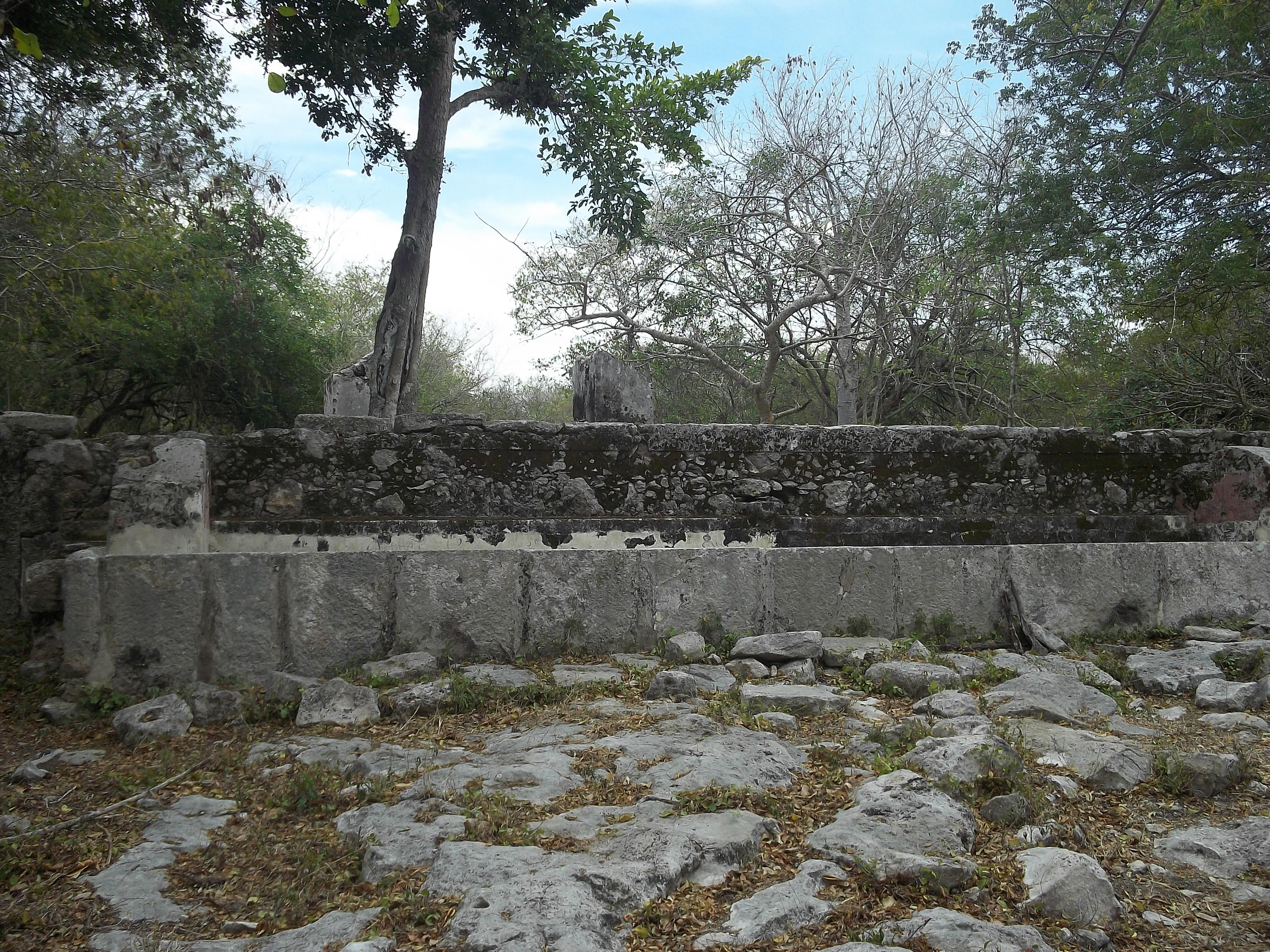
Rancho de Sabakalal.
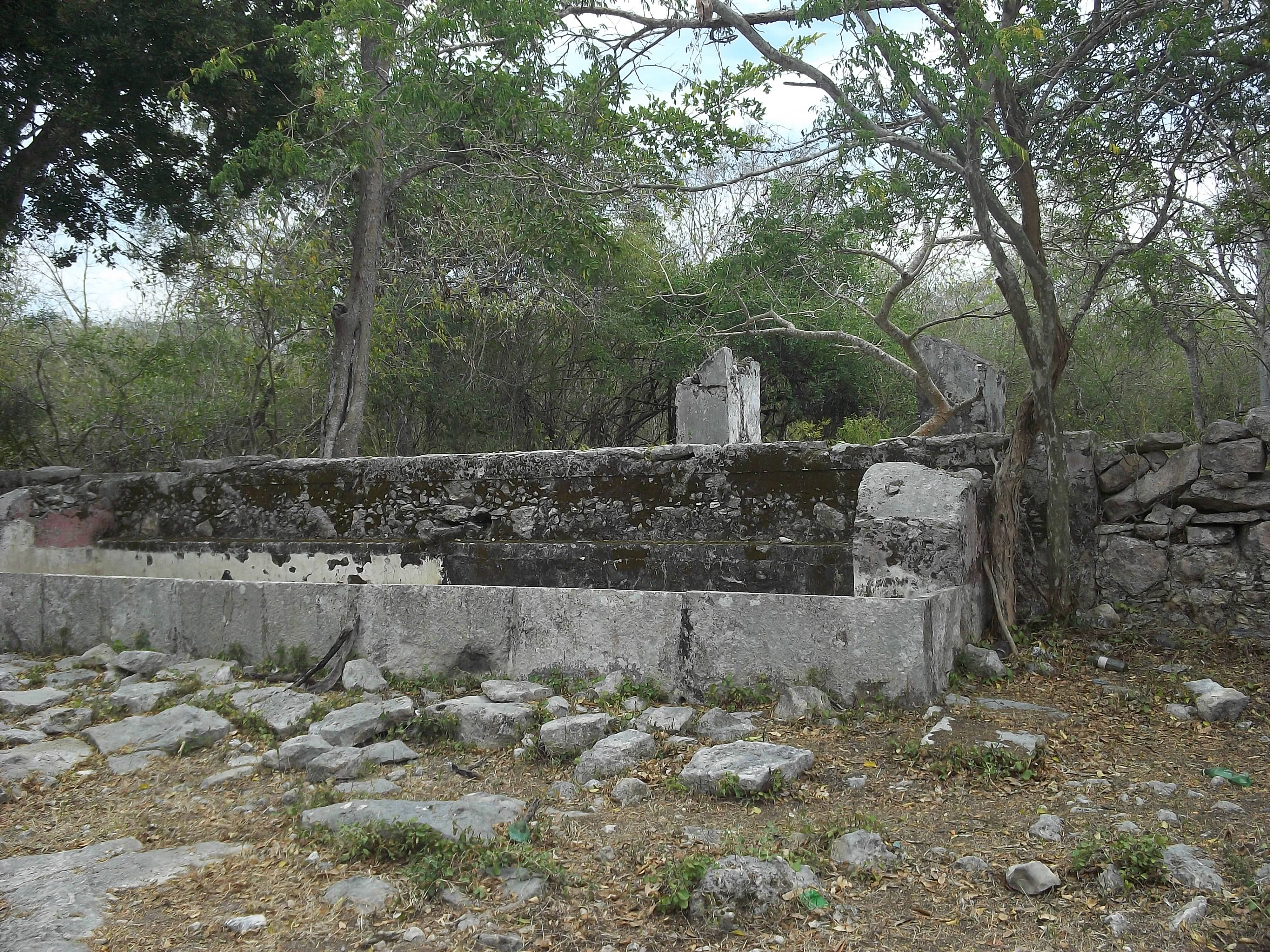
Rancho de Sabakalal.
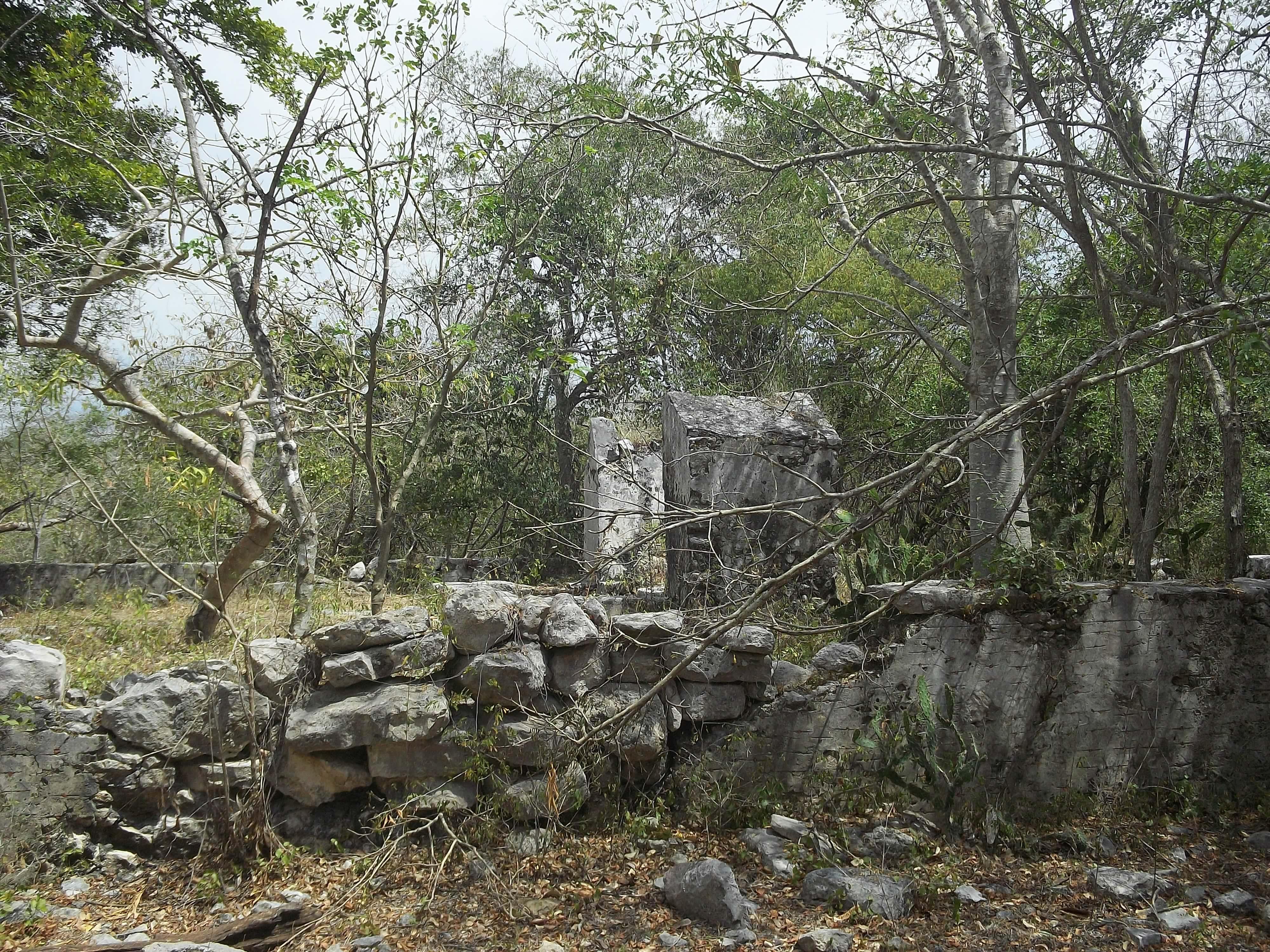
Rancho de Sabakalal.
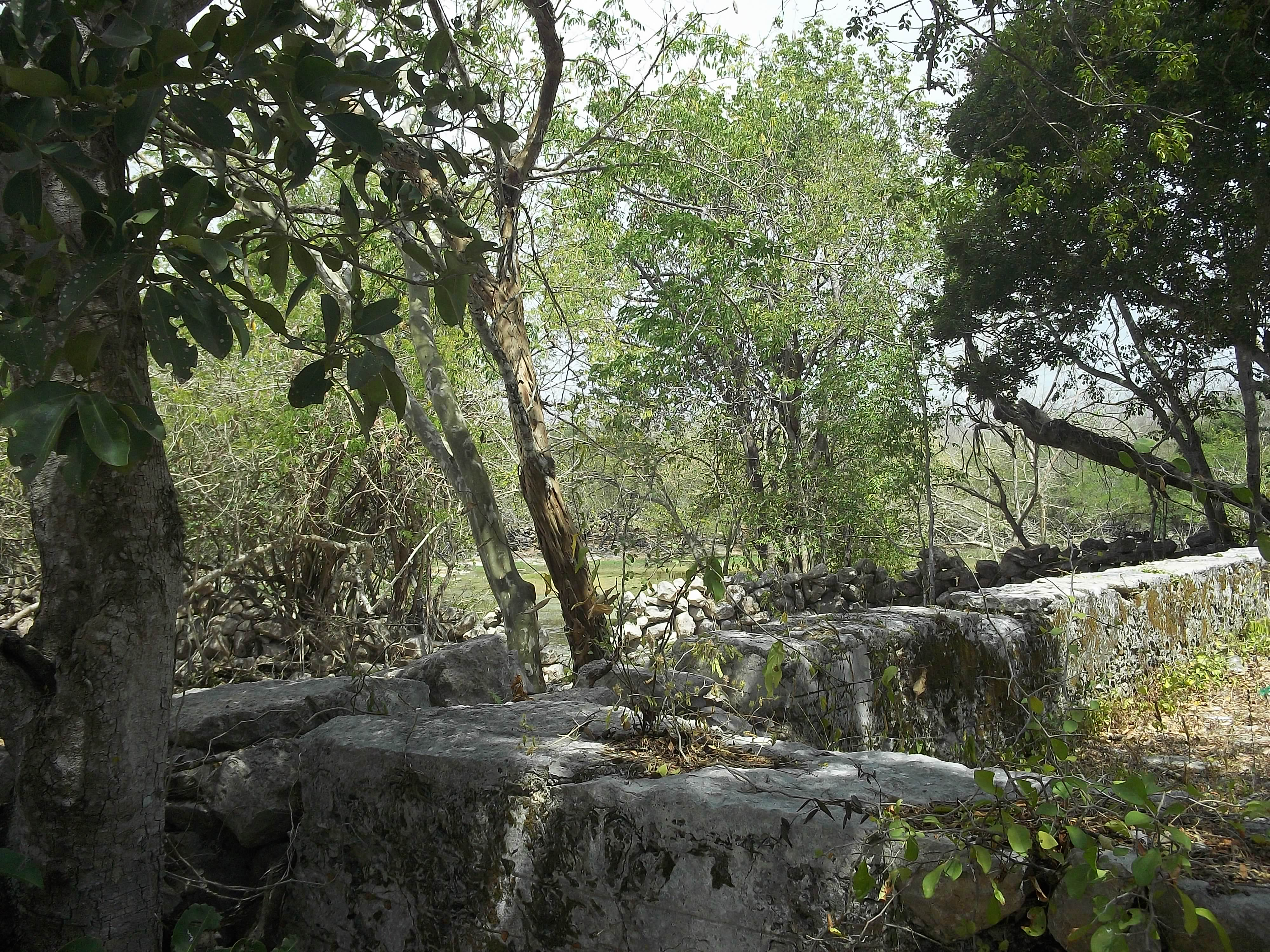
Rancho de Sabakalal.
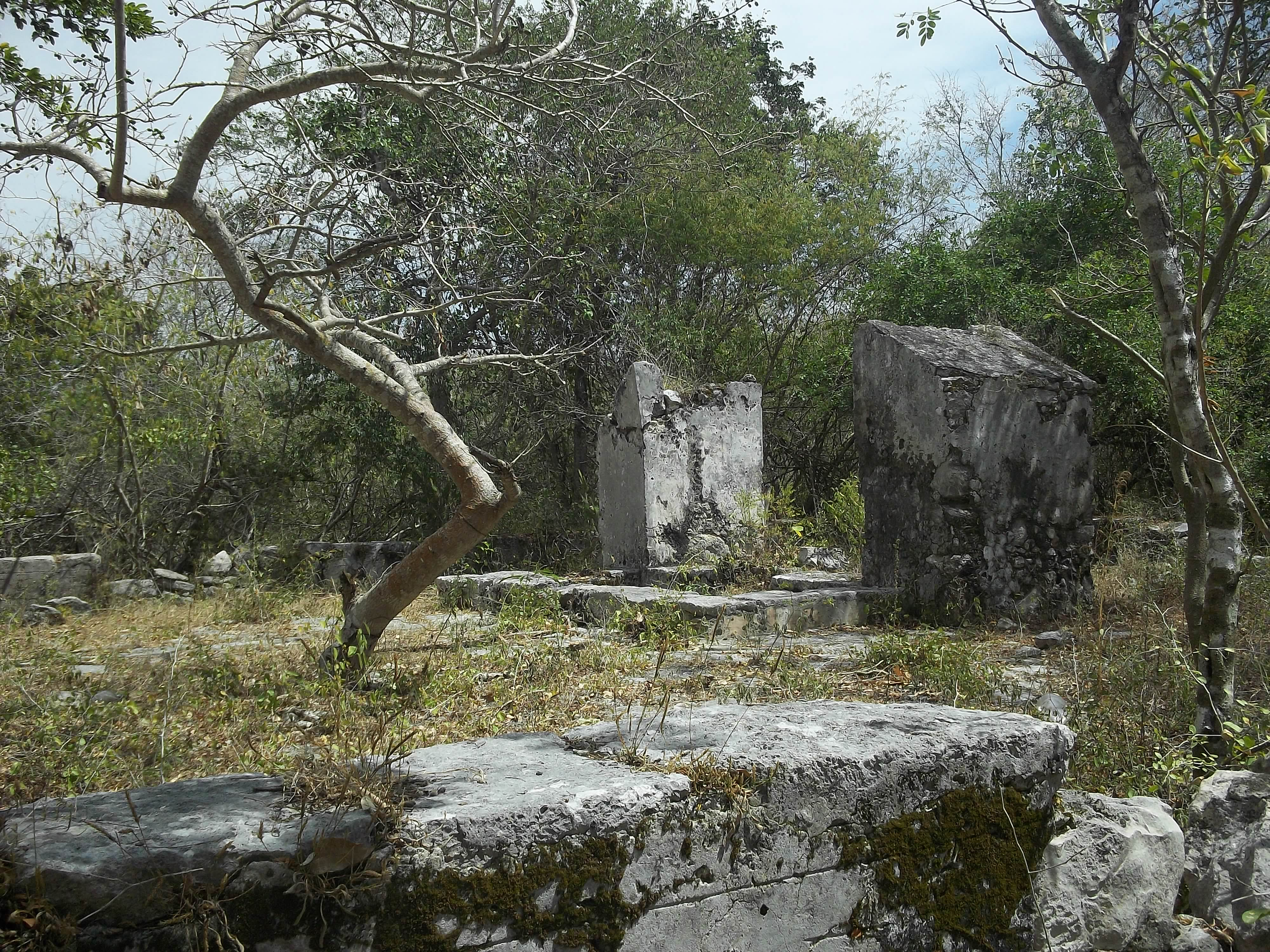
Rancho de Sabakalal.
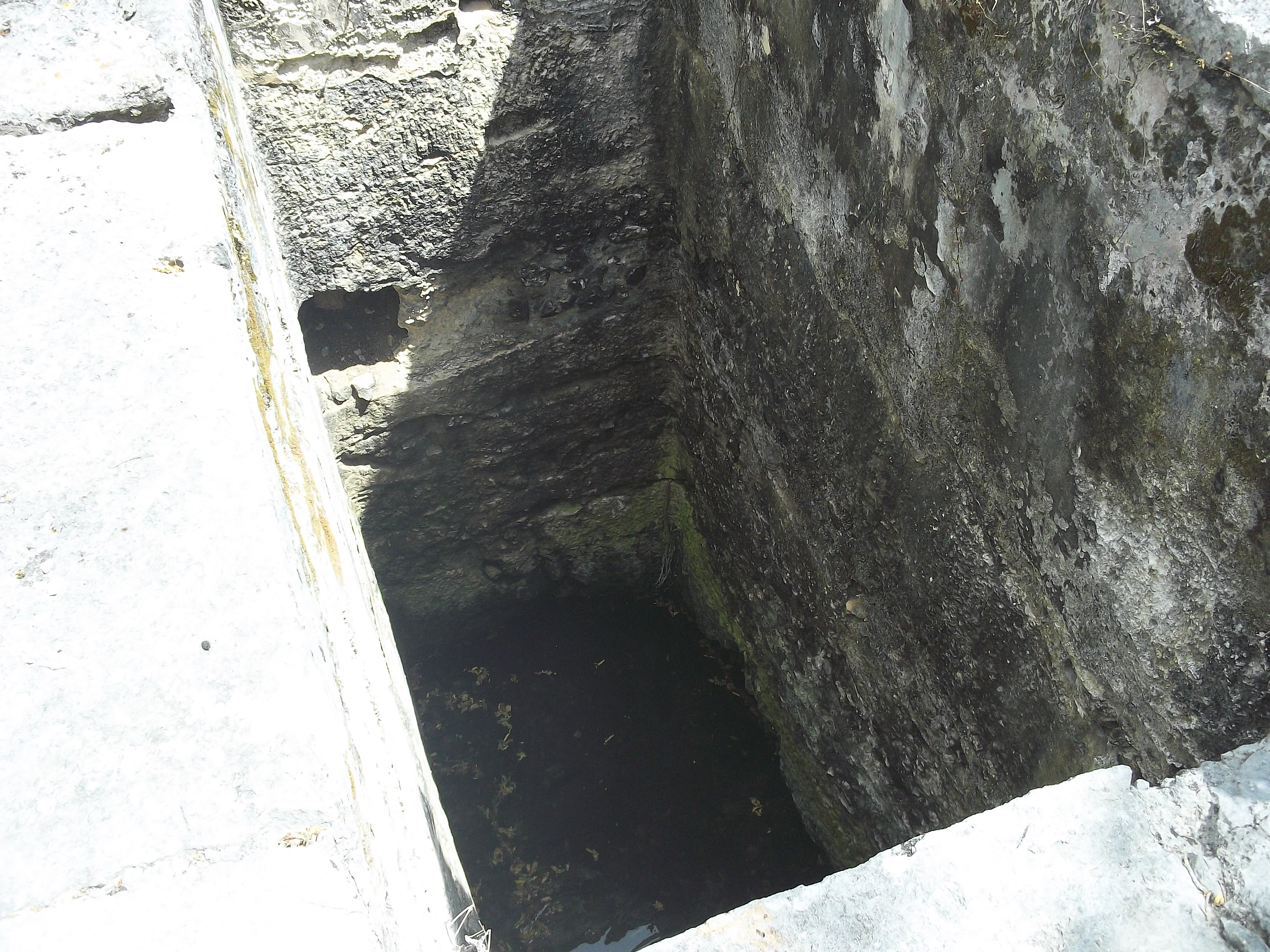
Rancho de Sabakalal.
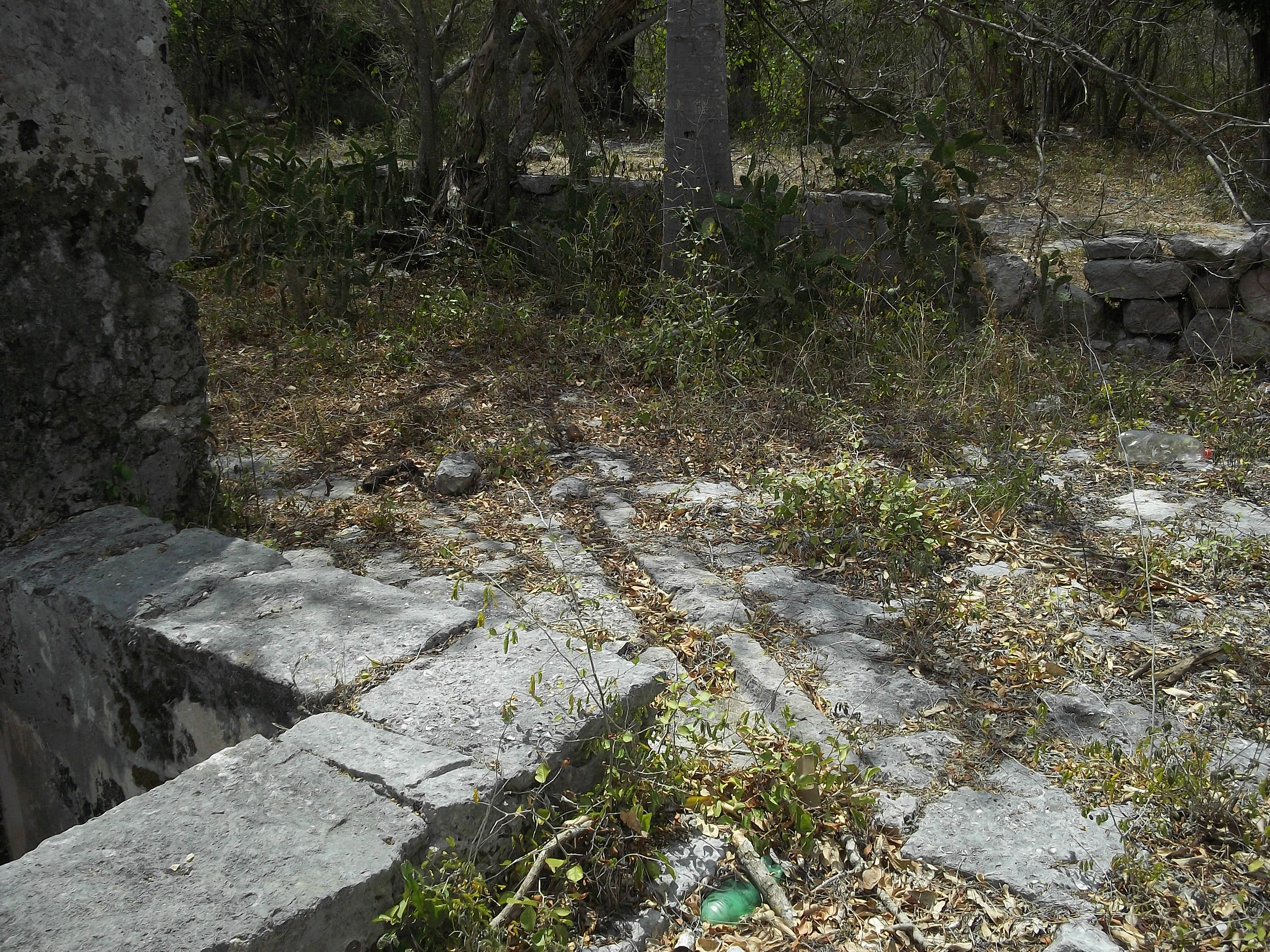
Rancho de Sabakalal.
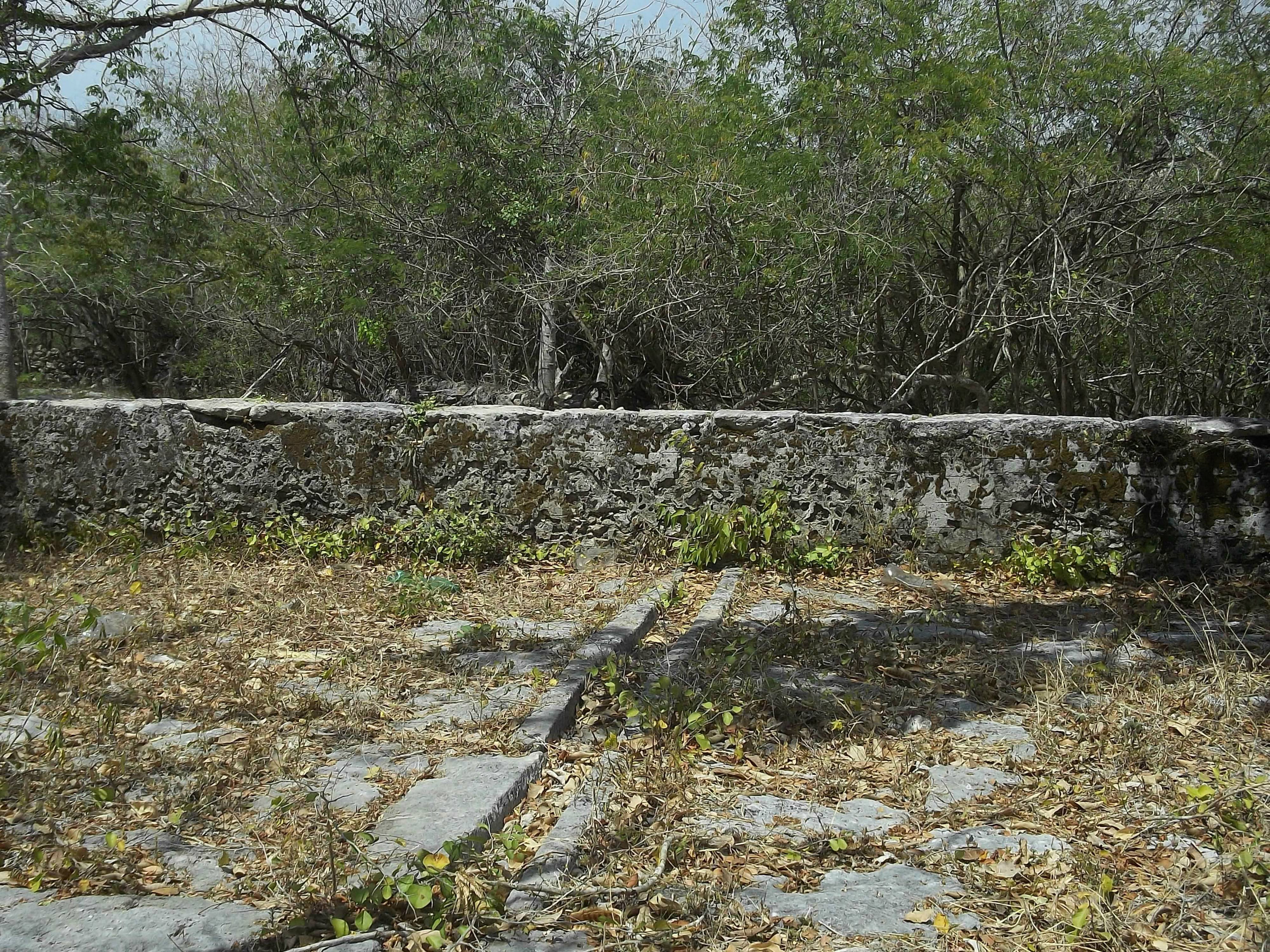
Rancho de Sabakalal.
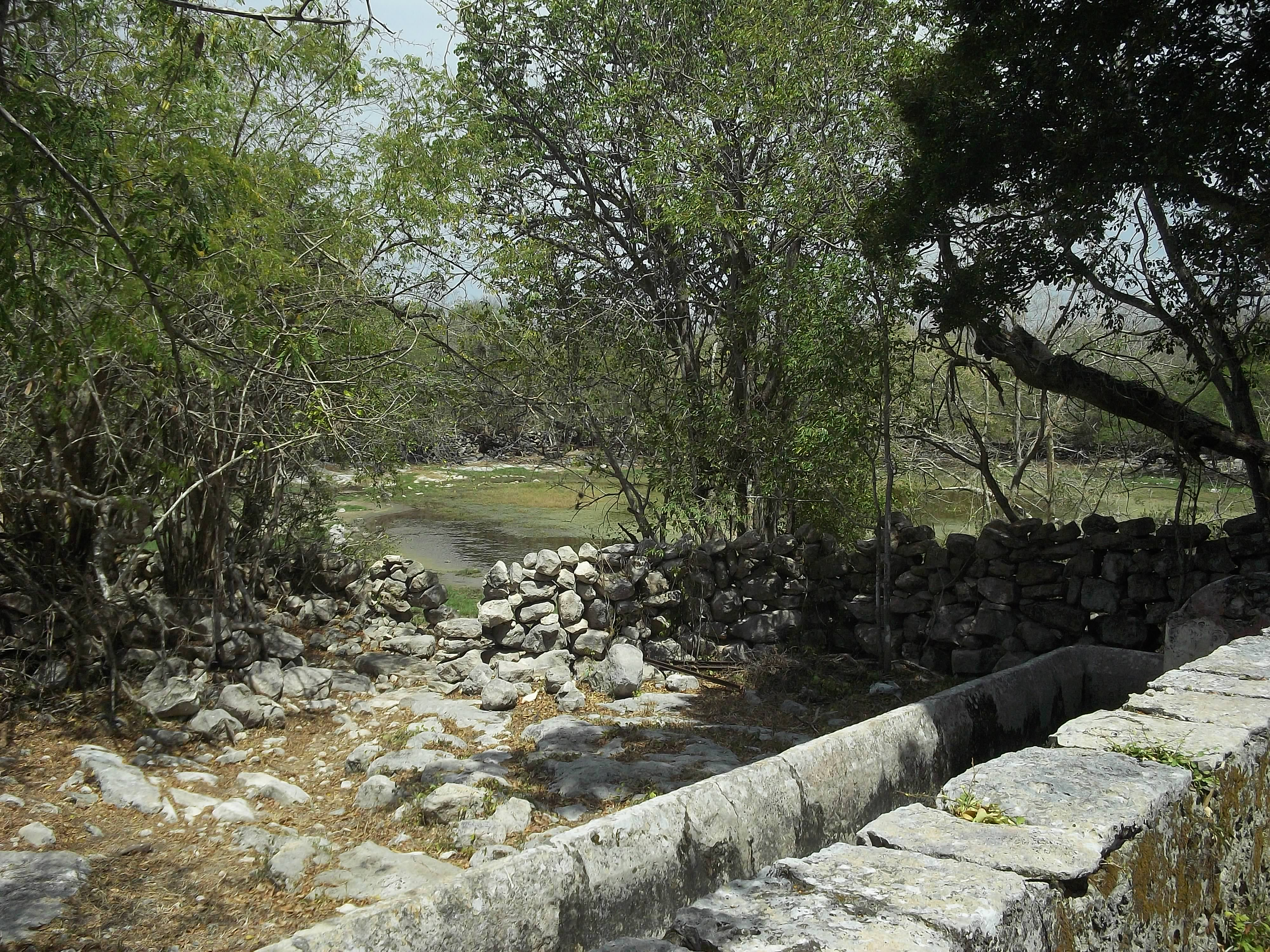
Rancho de Sabakalal.
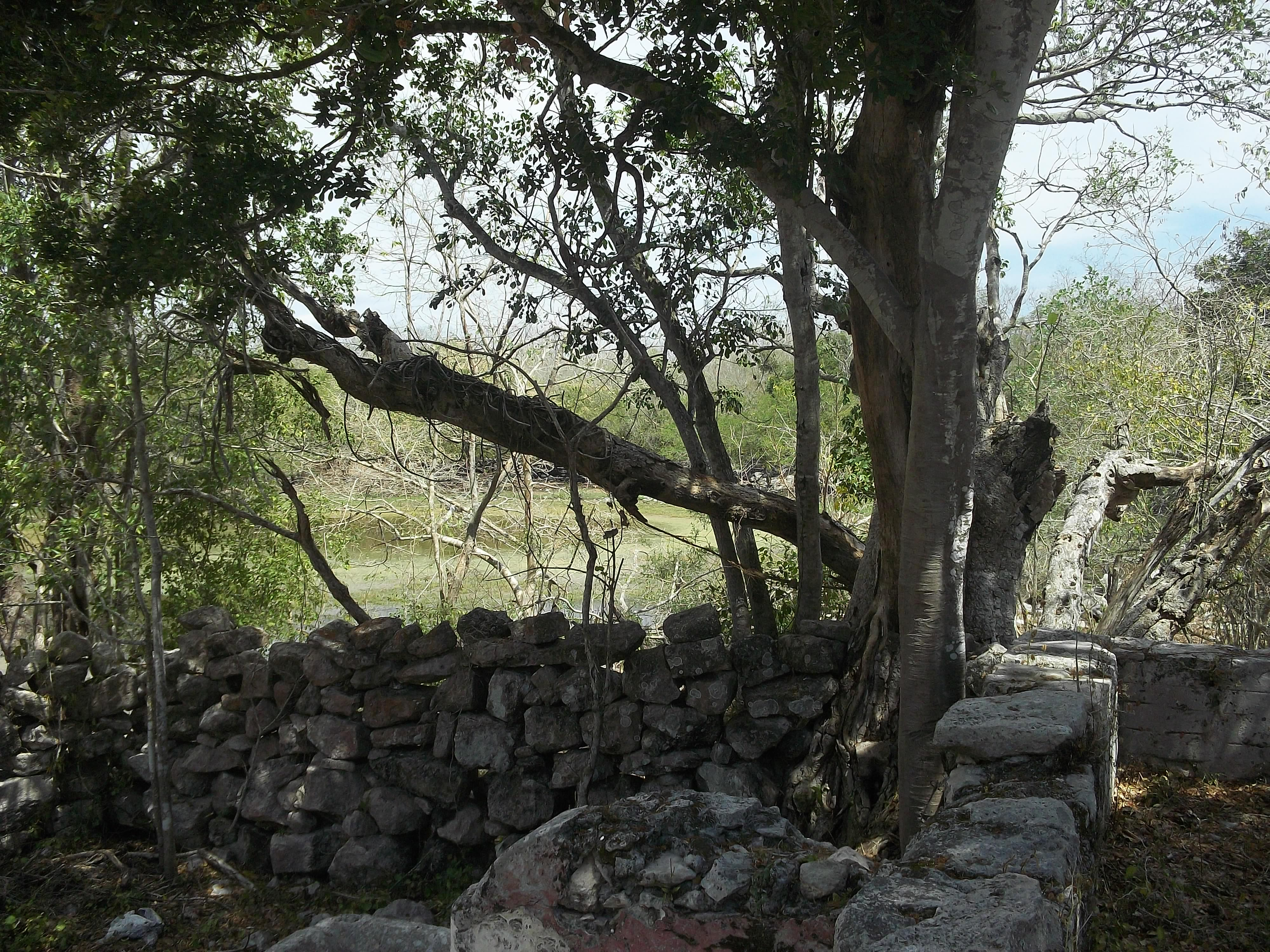
Rancho de Sabakalal.
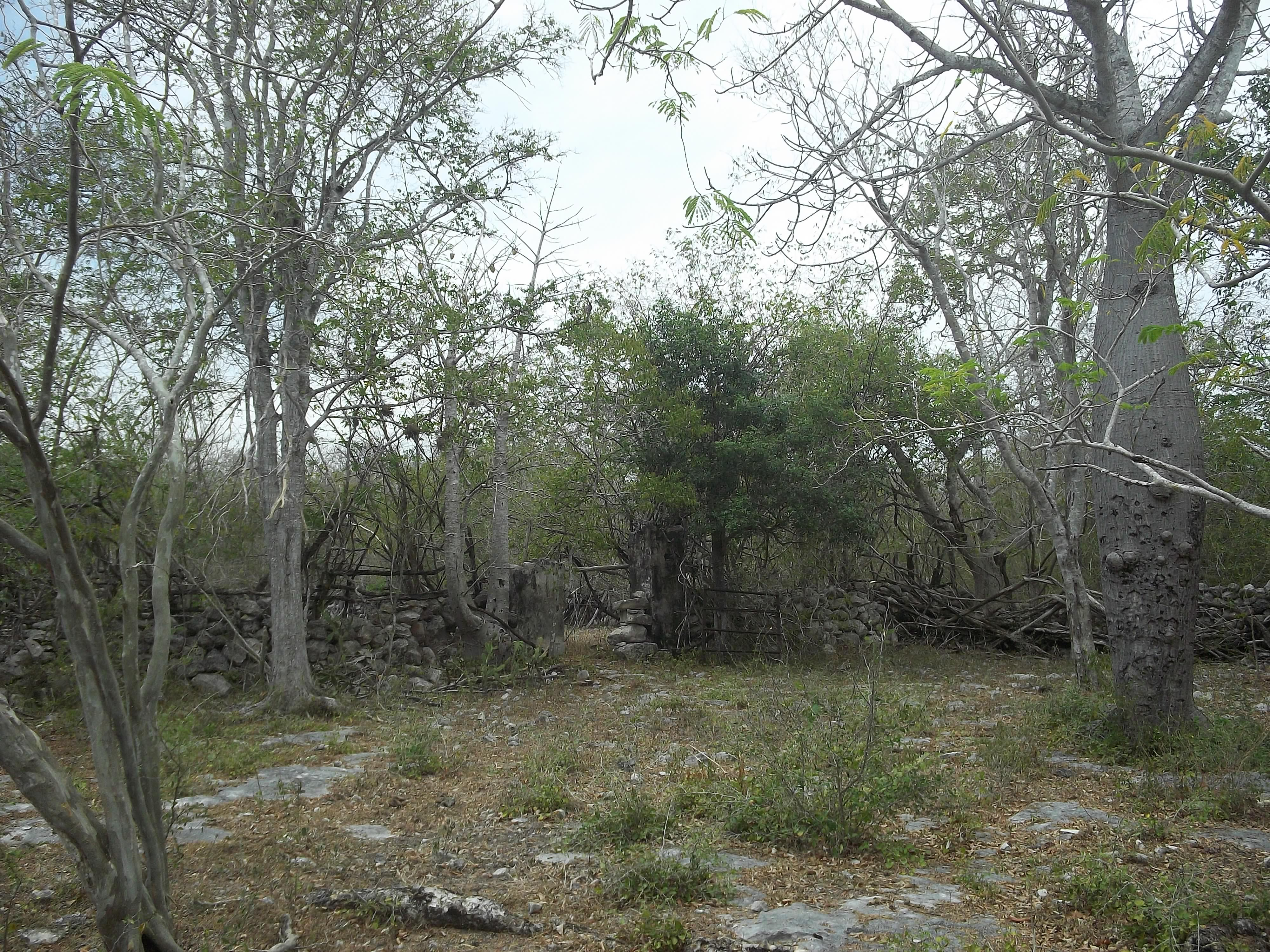
Rancho de Sabakalal.
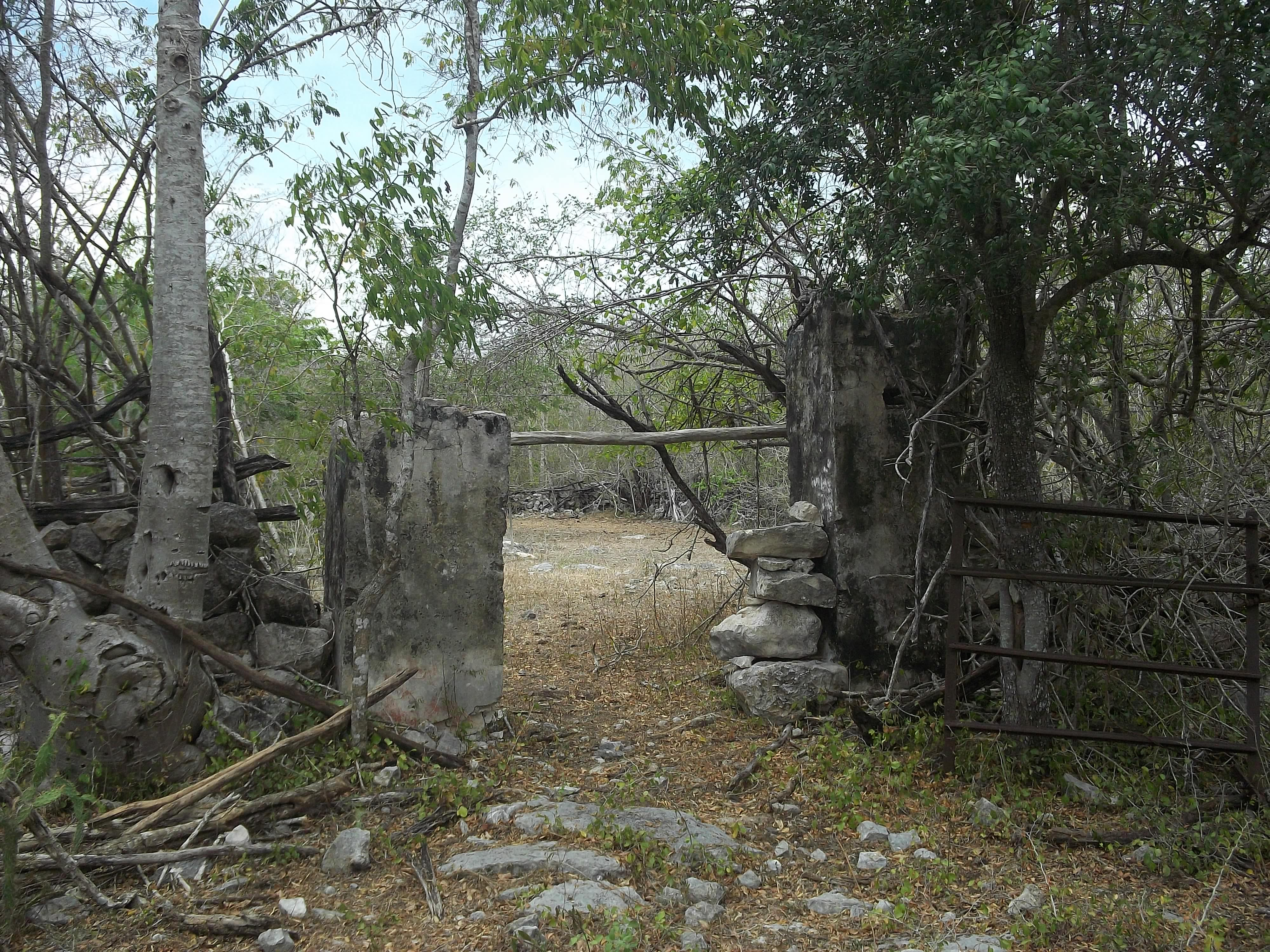
Rancho de Sabakalal.
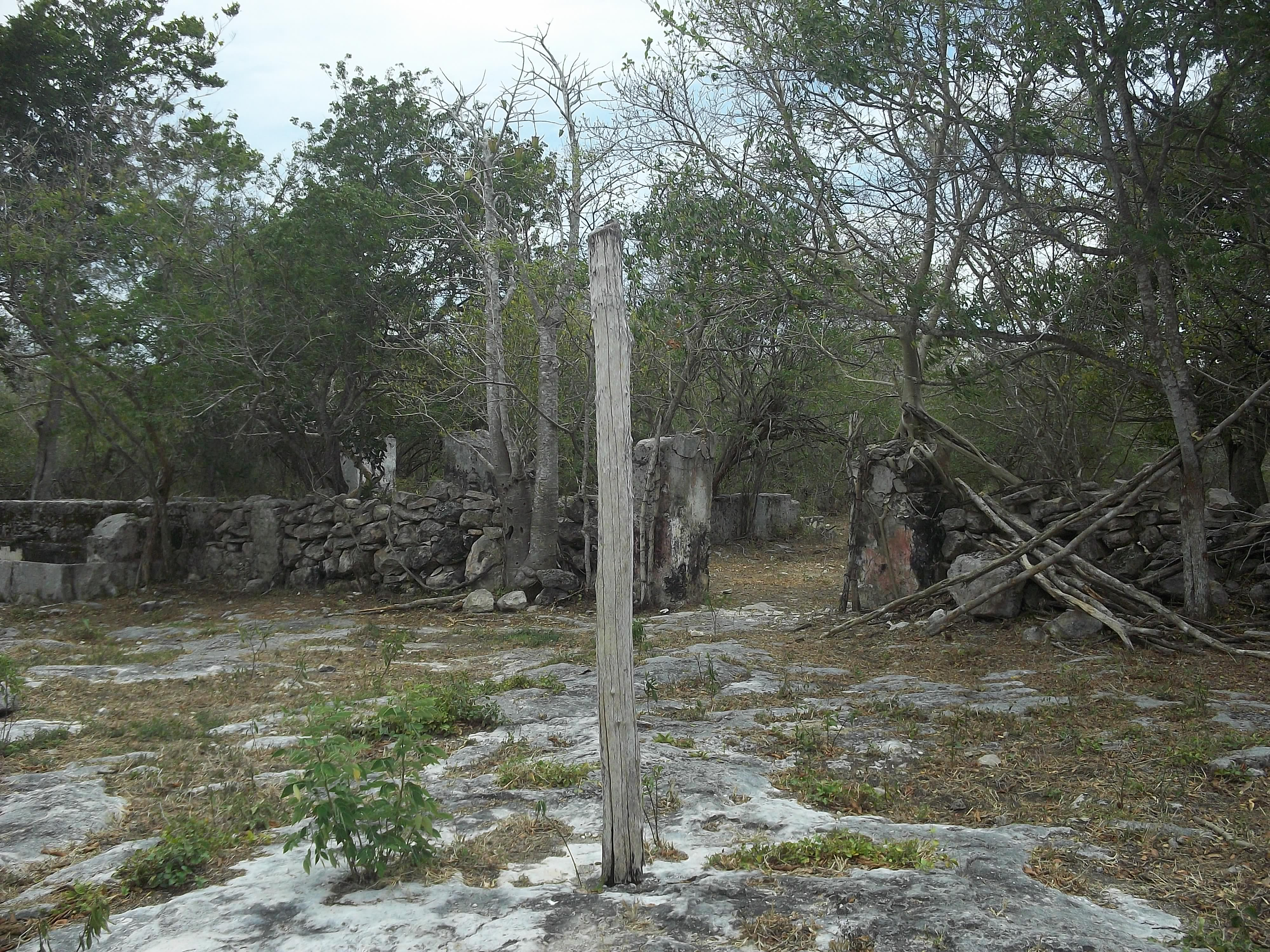
Rancho de Sabakalal.
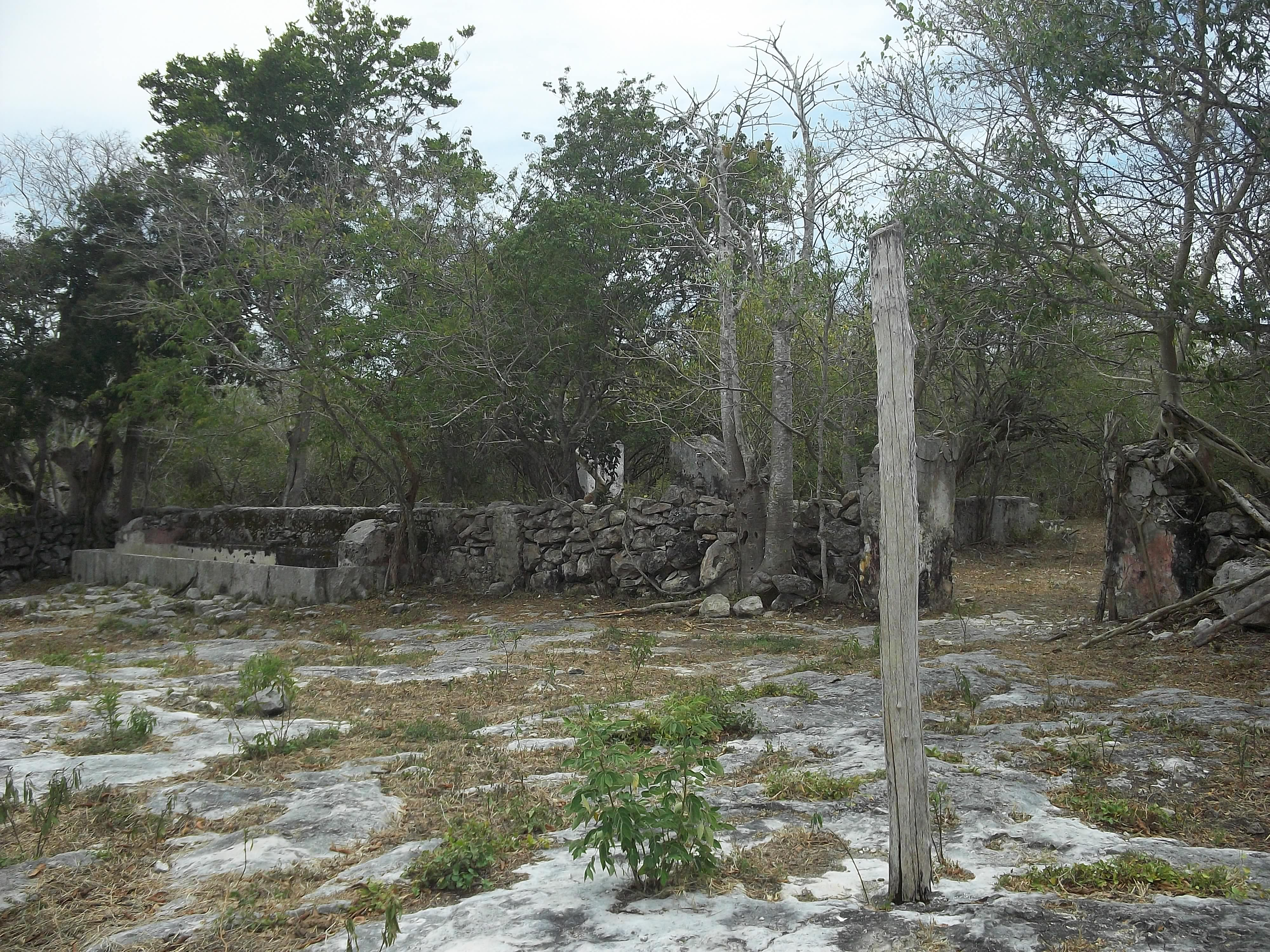
Rancho de Sabakalal.
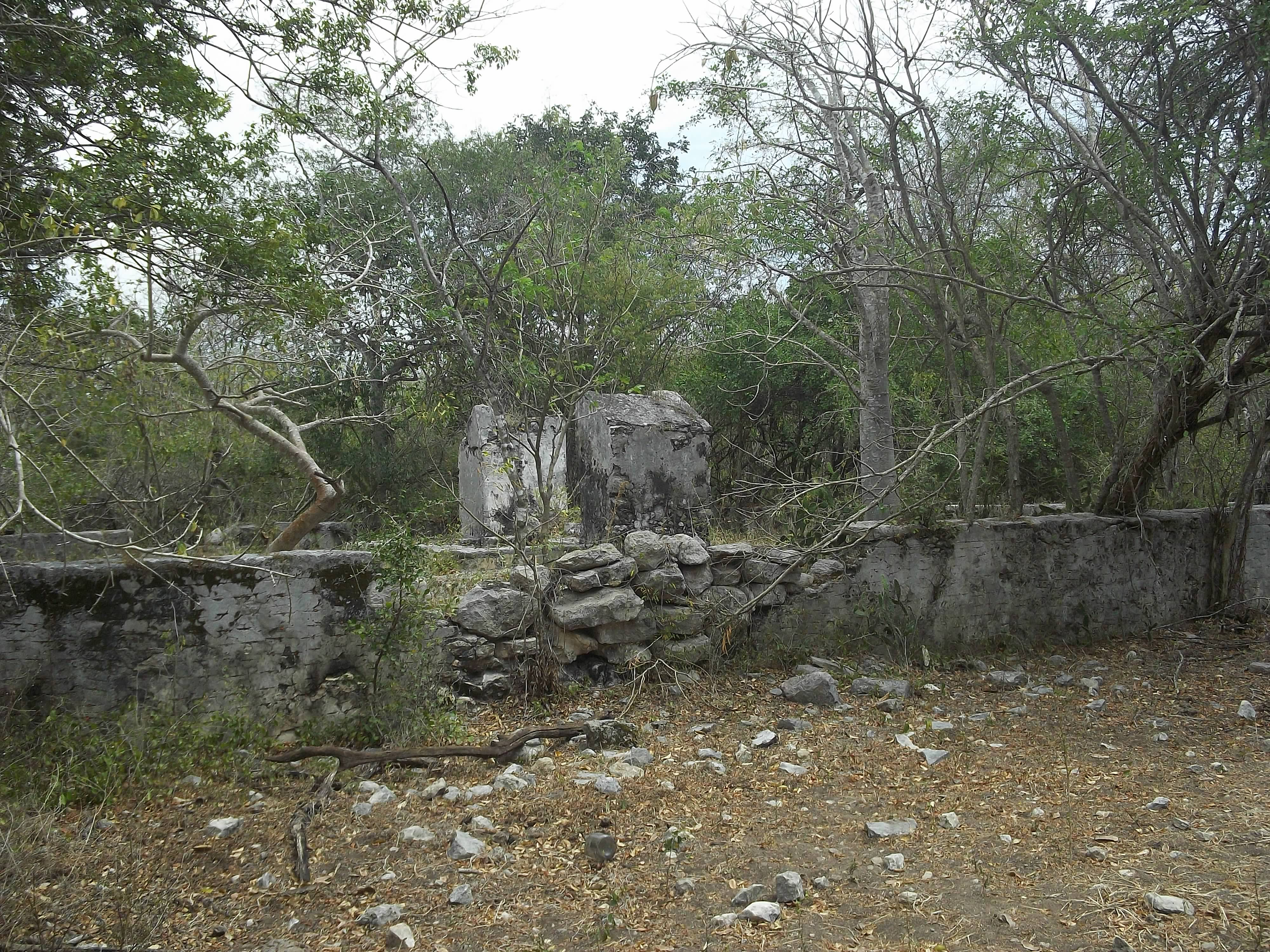
Rancho de Sabakalal.
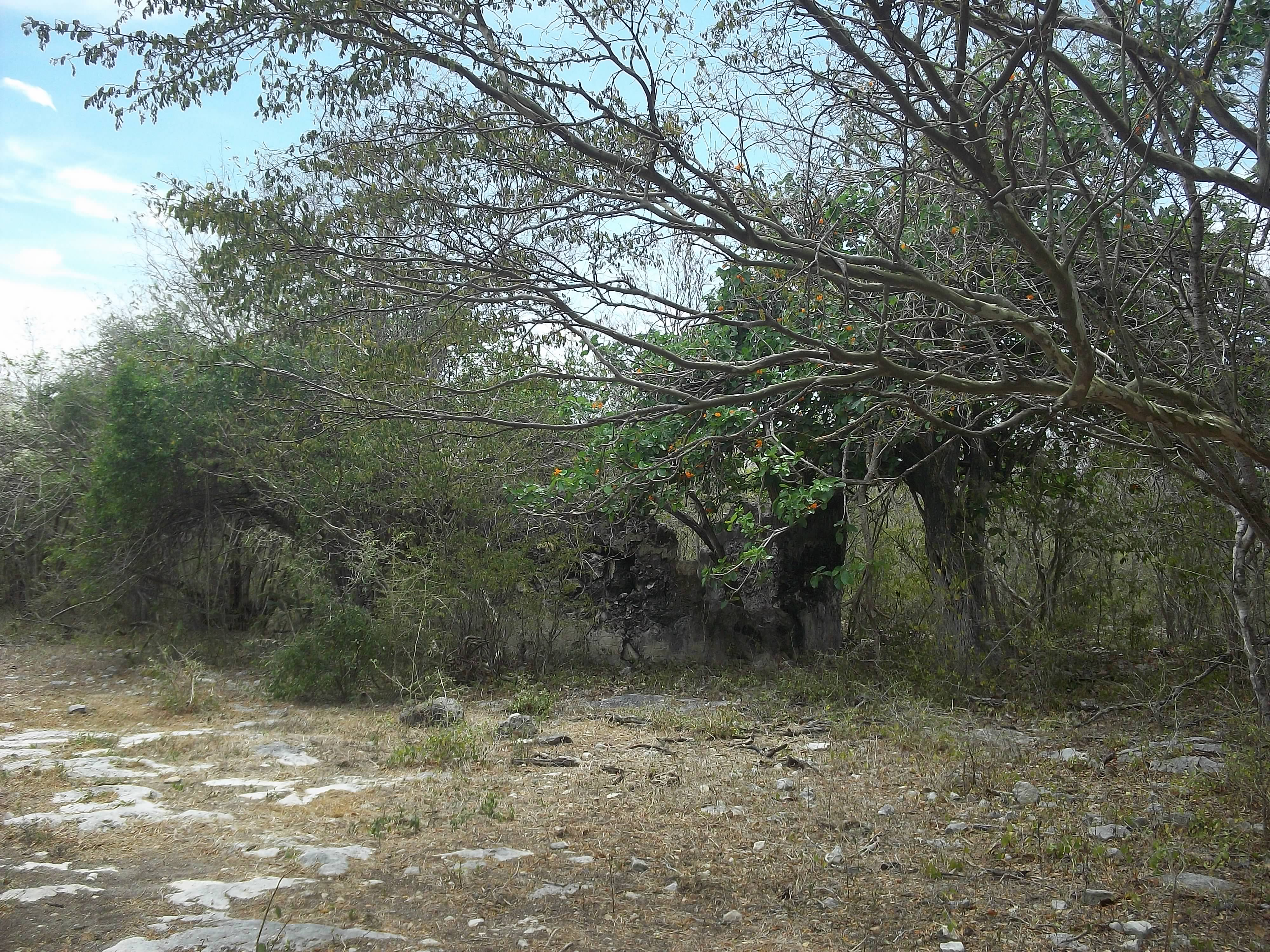
Rancho de Sabakalal.
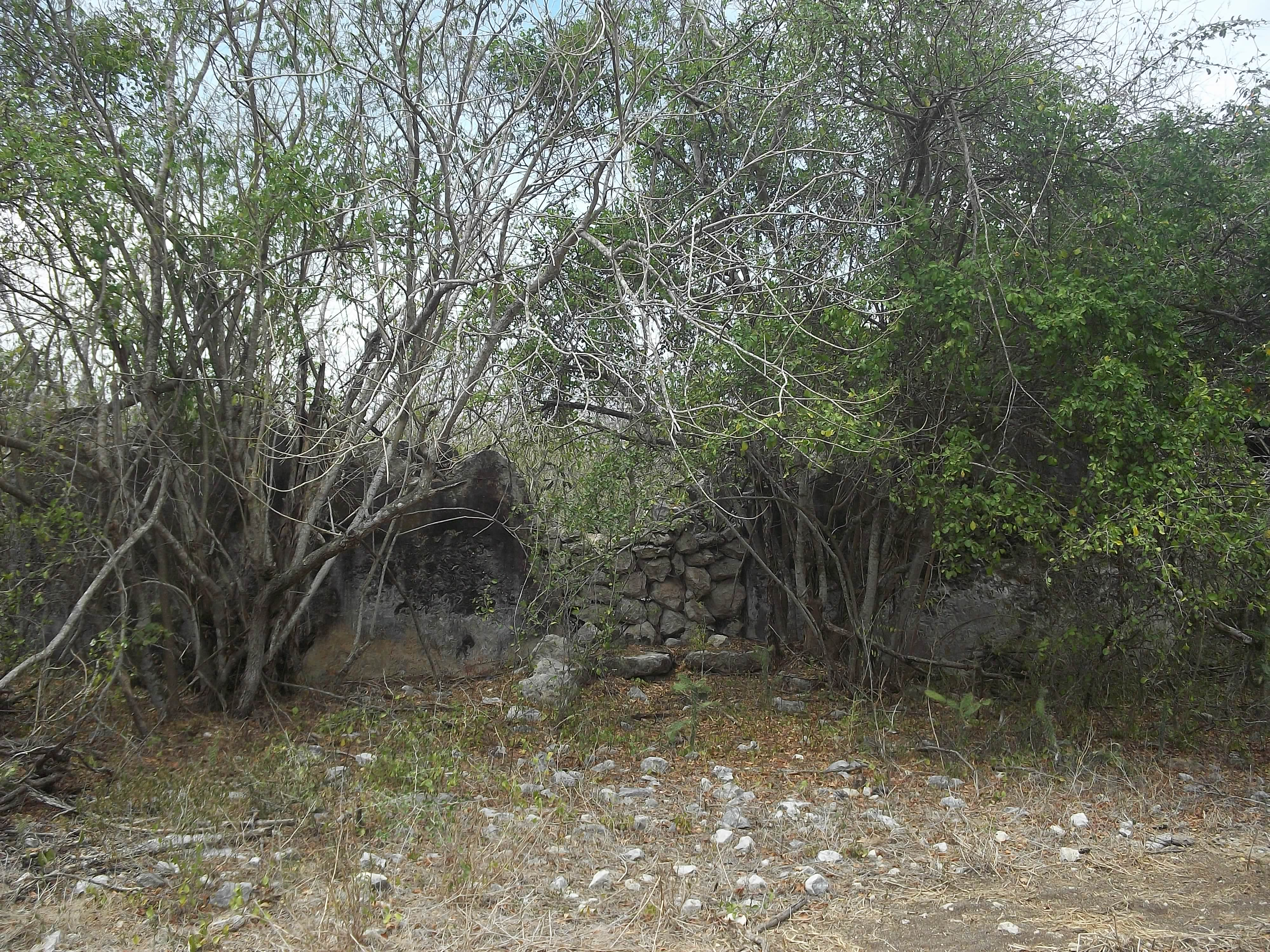
Rancho de Sabakalal.
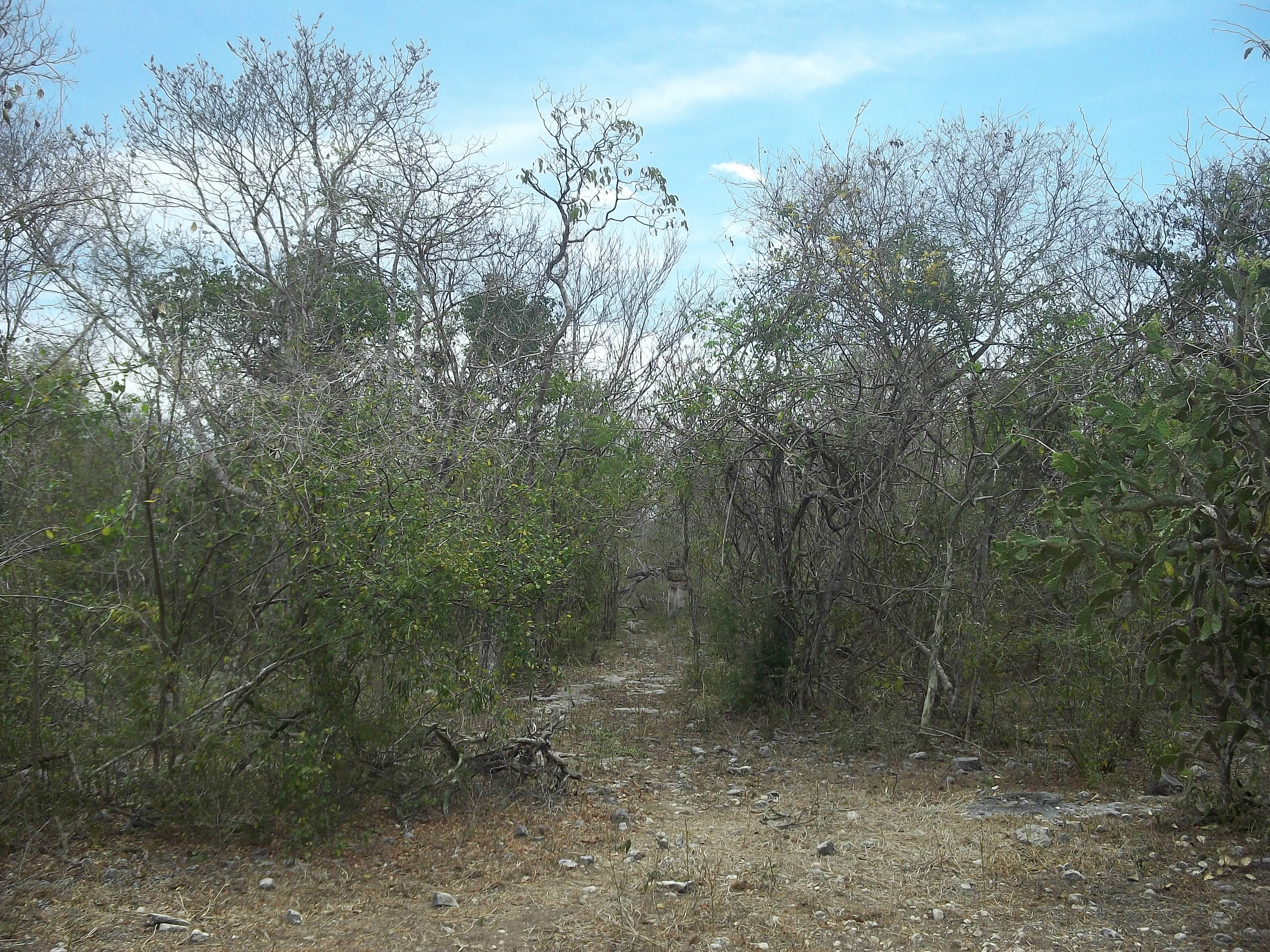
Rancho de Sabakalal.
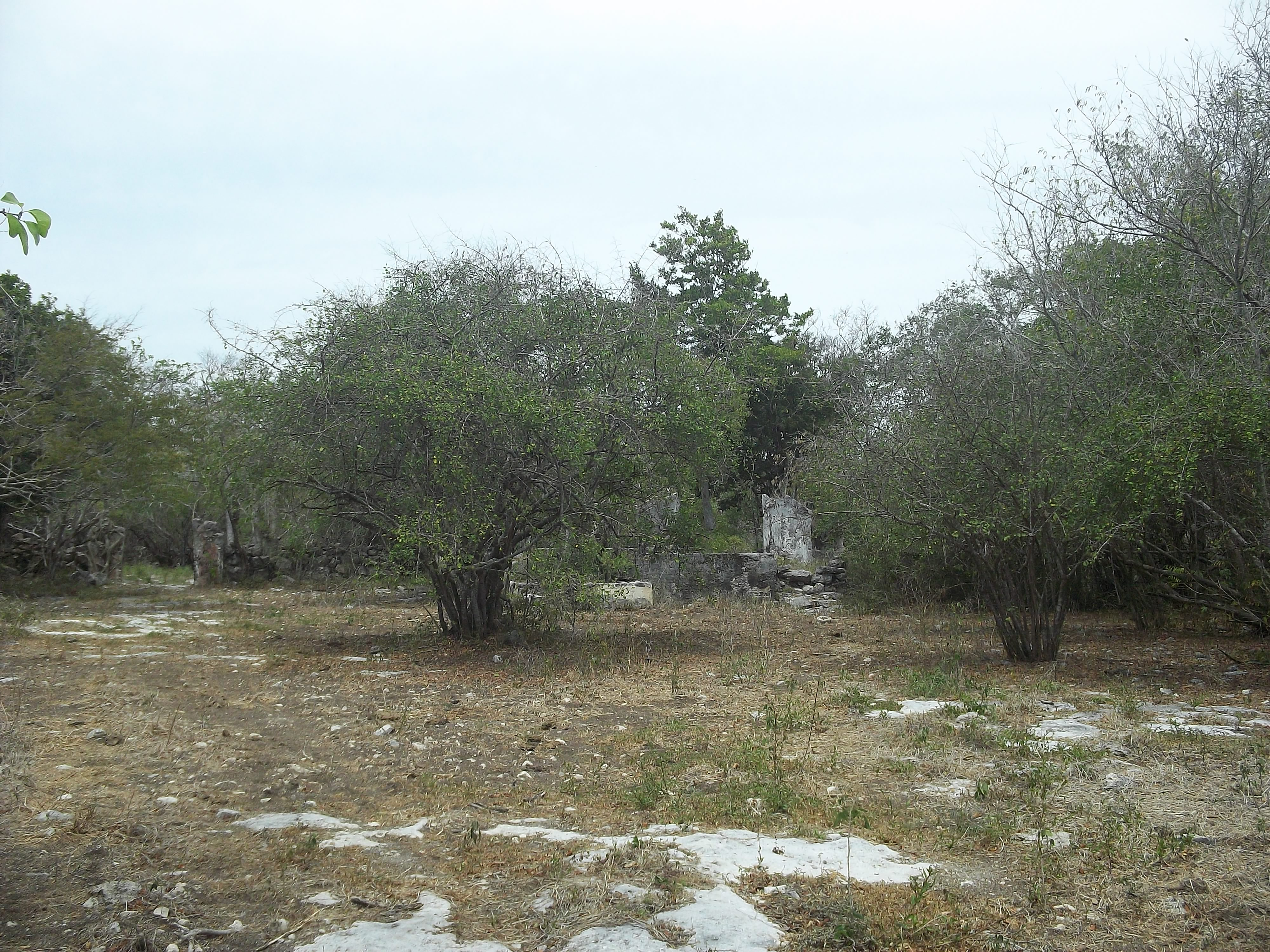
Rancho de Sabakalal.
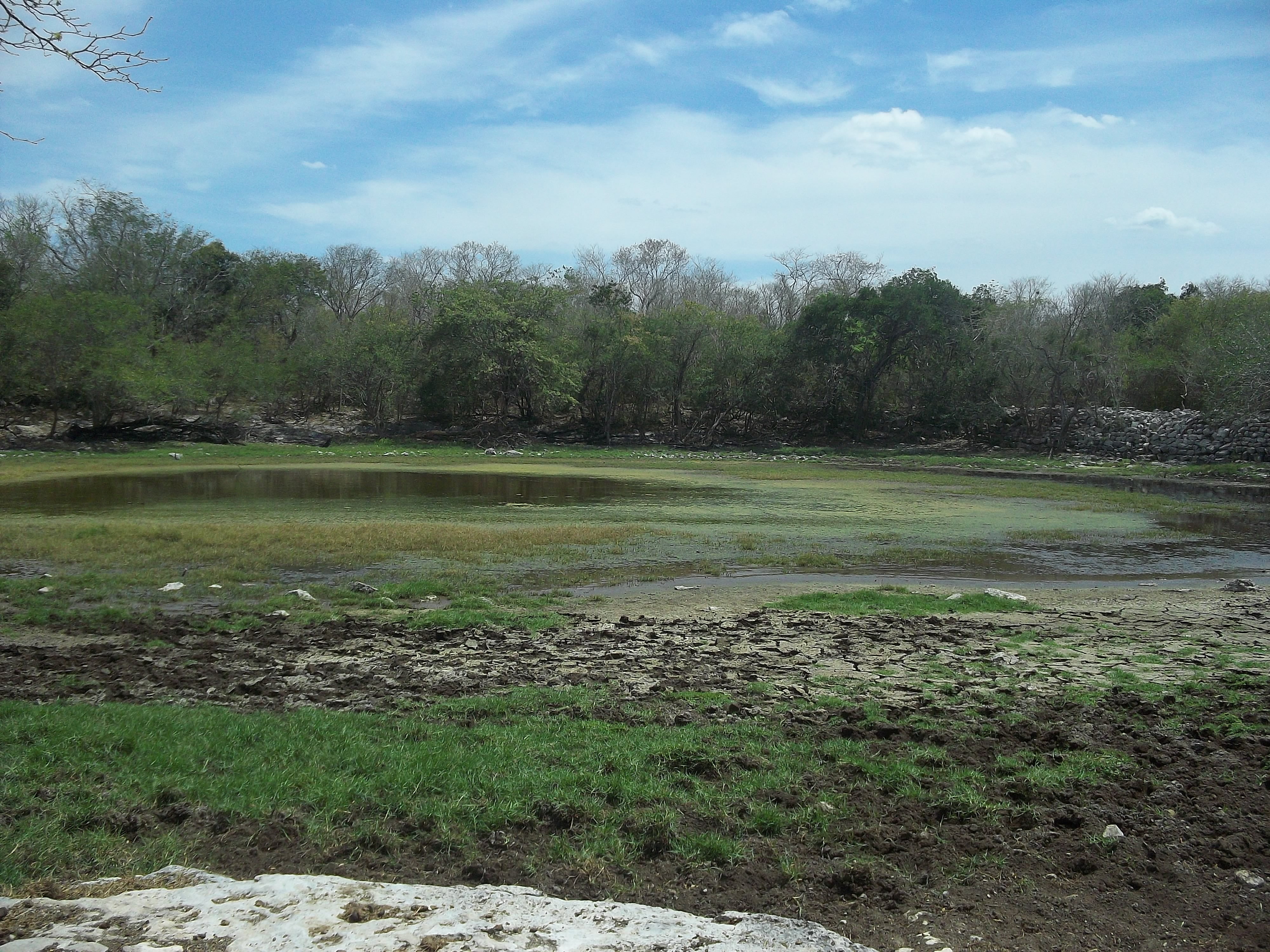
Laguna de Sabakalal.
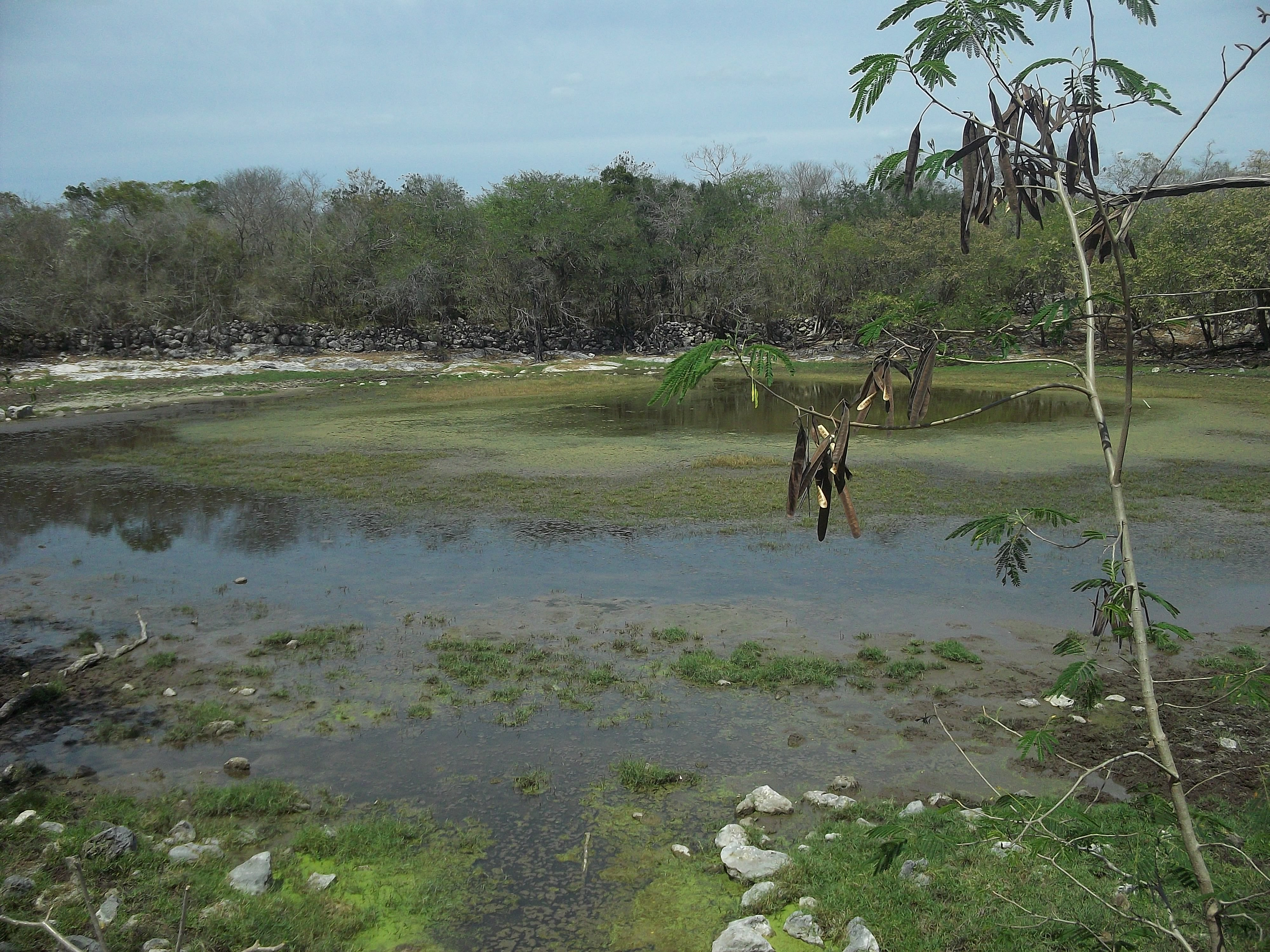
Laguna de Sabakalal.
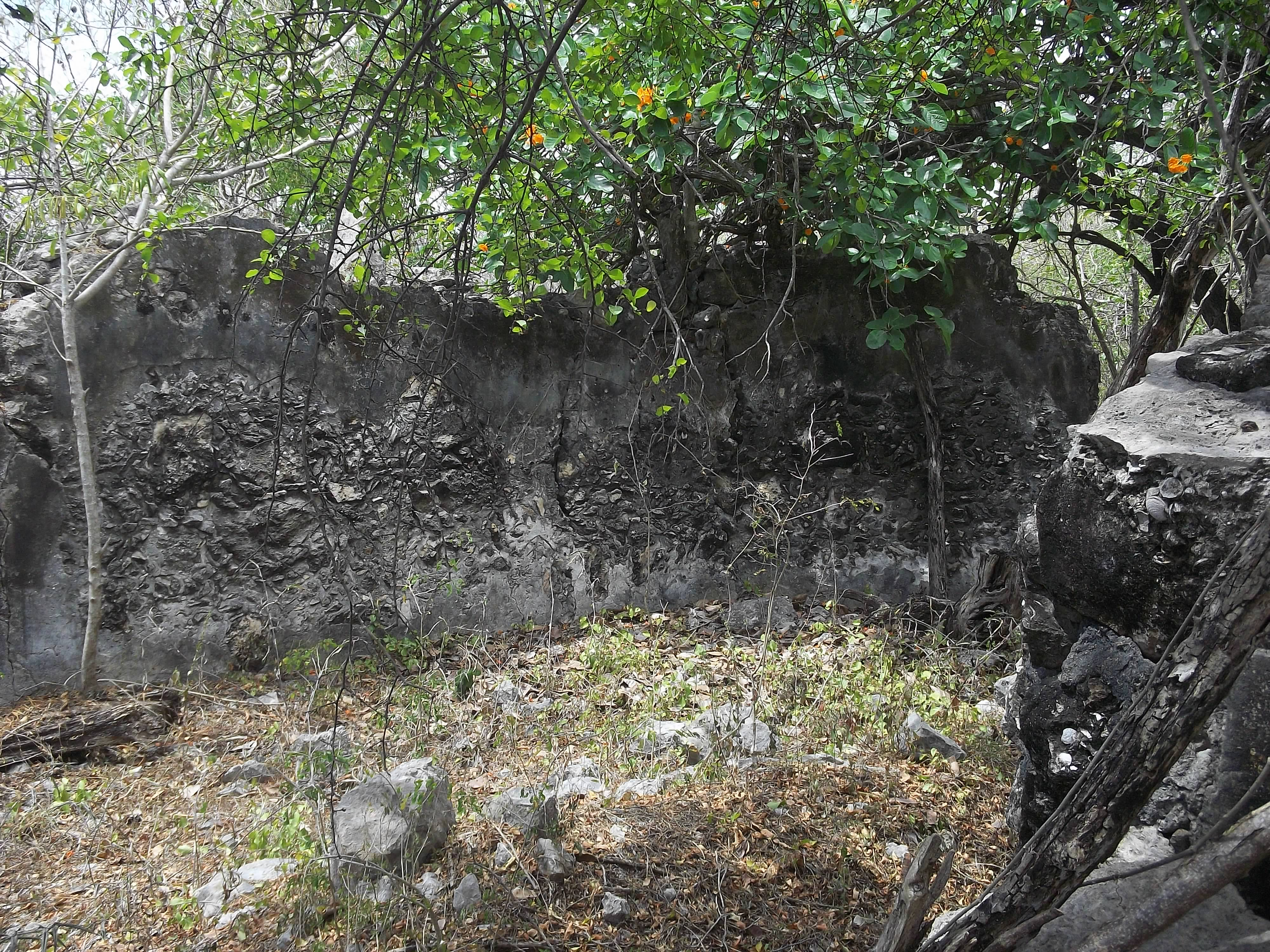
Laguna de Sabakalal.
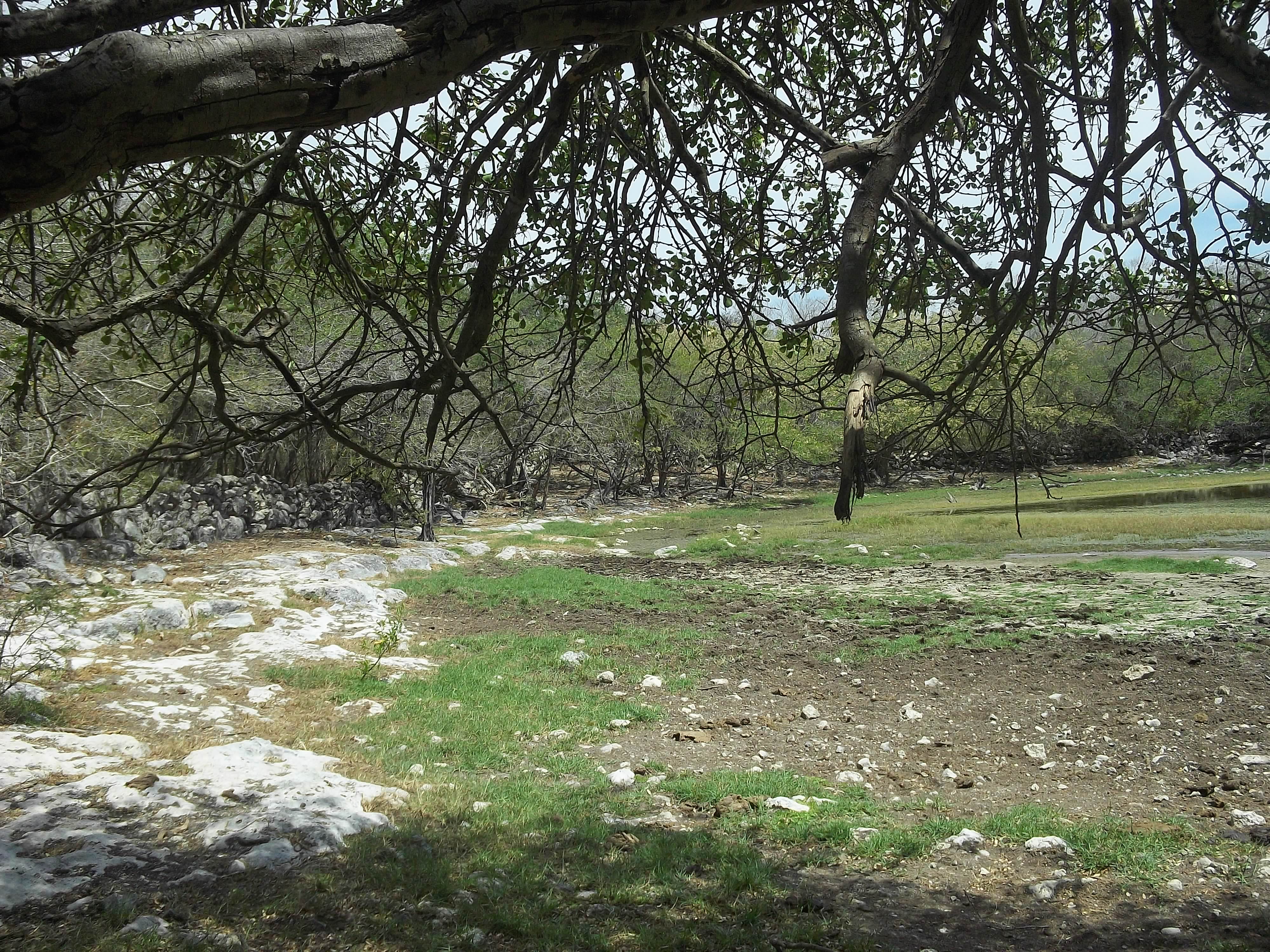
Laguna de Sabakalal.
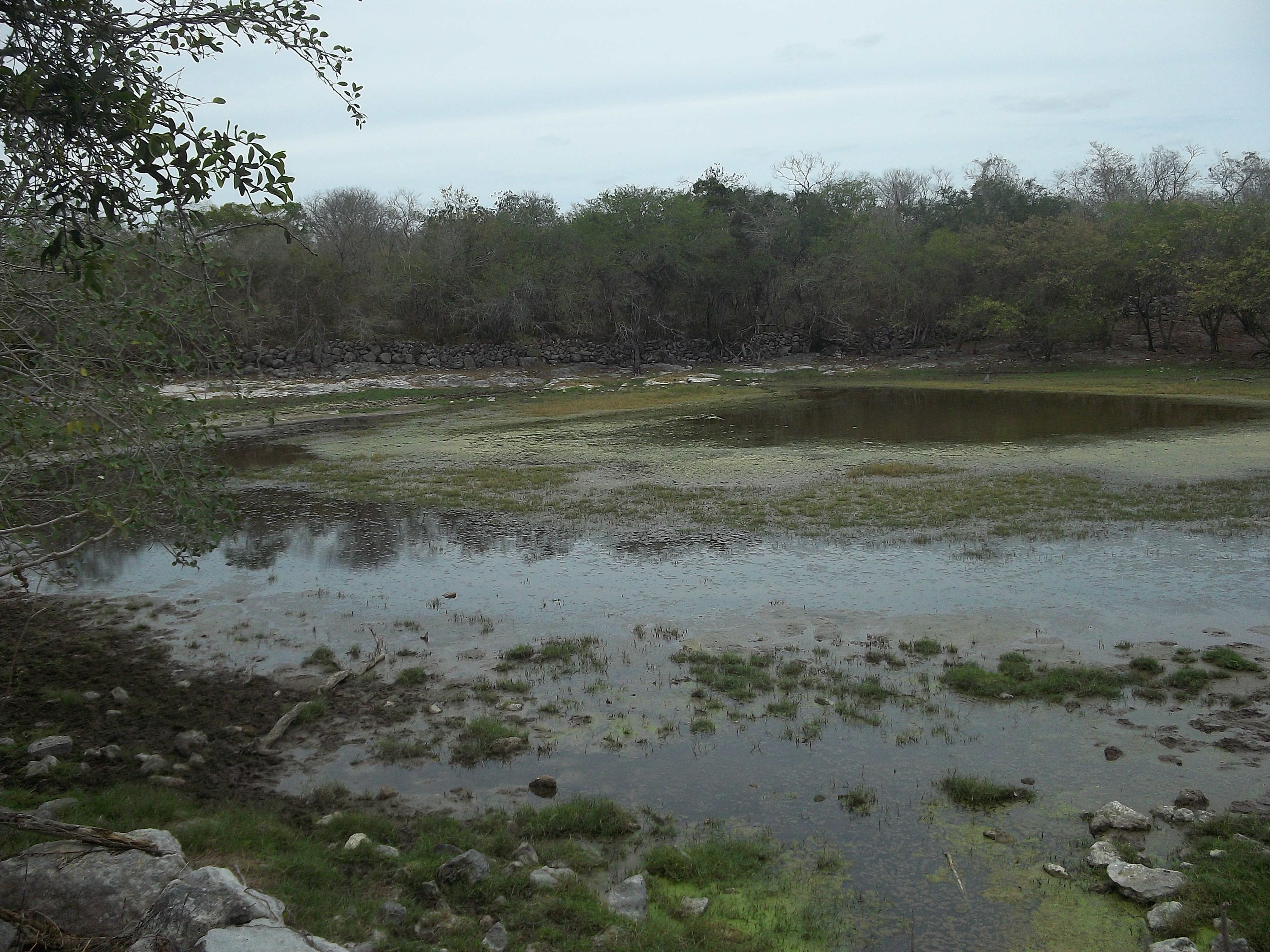
Laguna de Sabakalal.
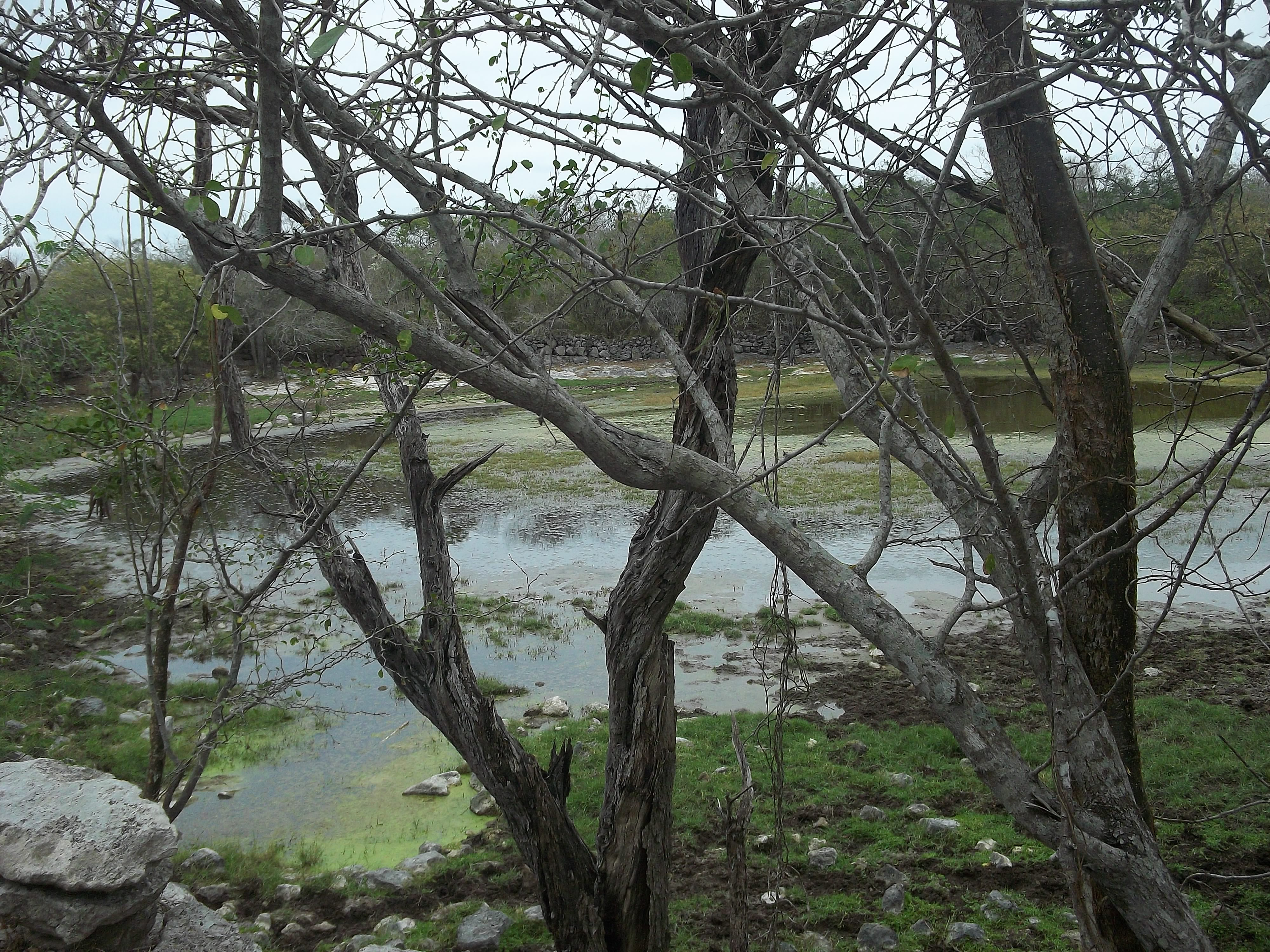
Laguna de Sabakalal.
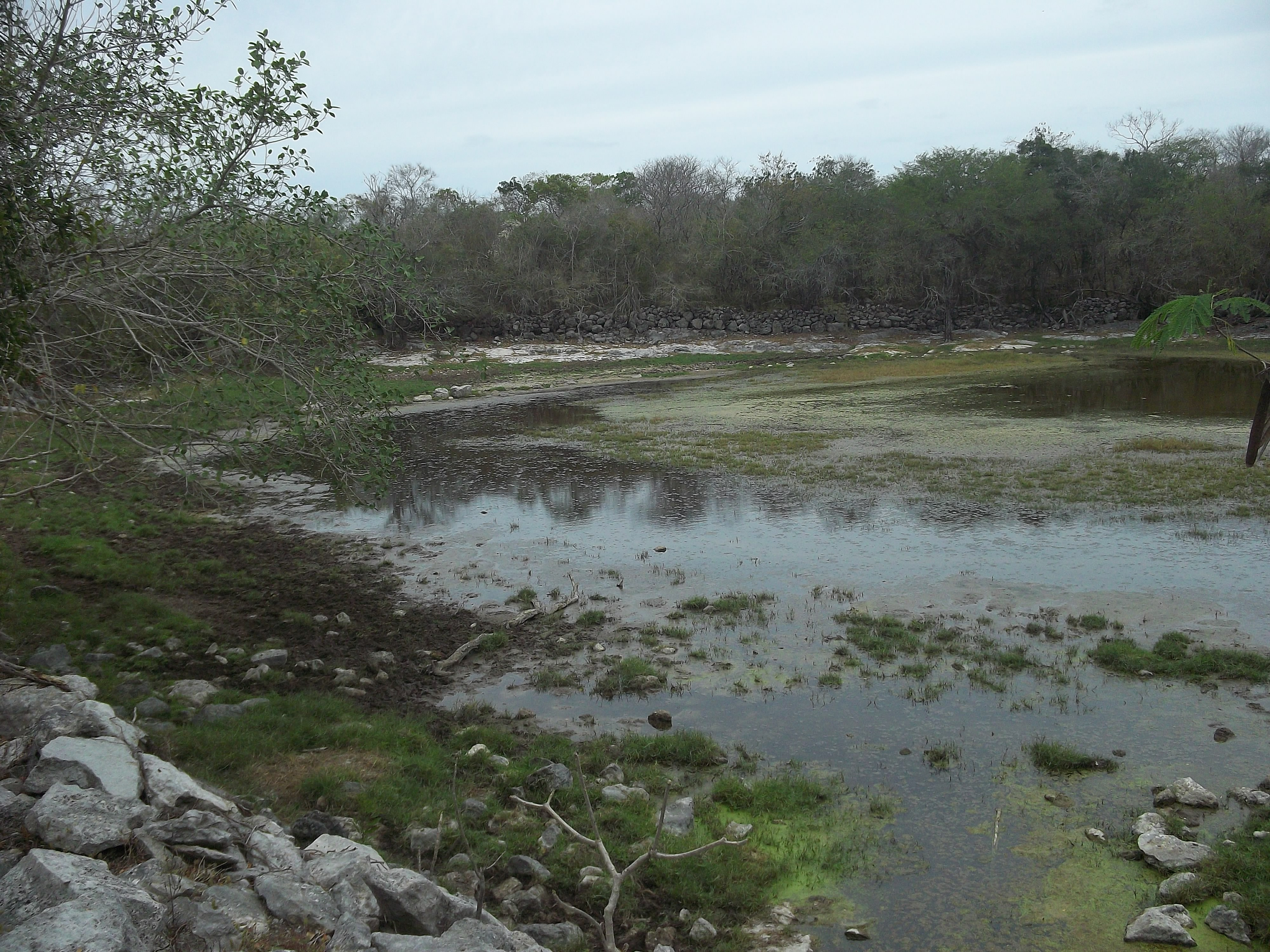
Laguna de Sabakalal.
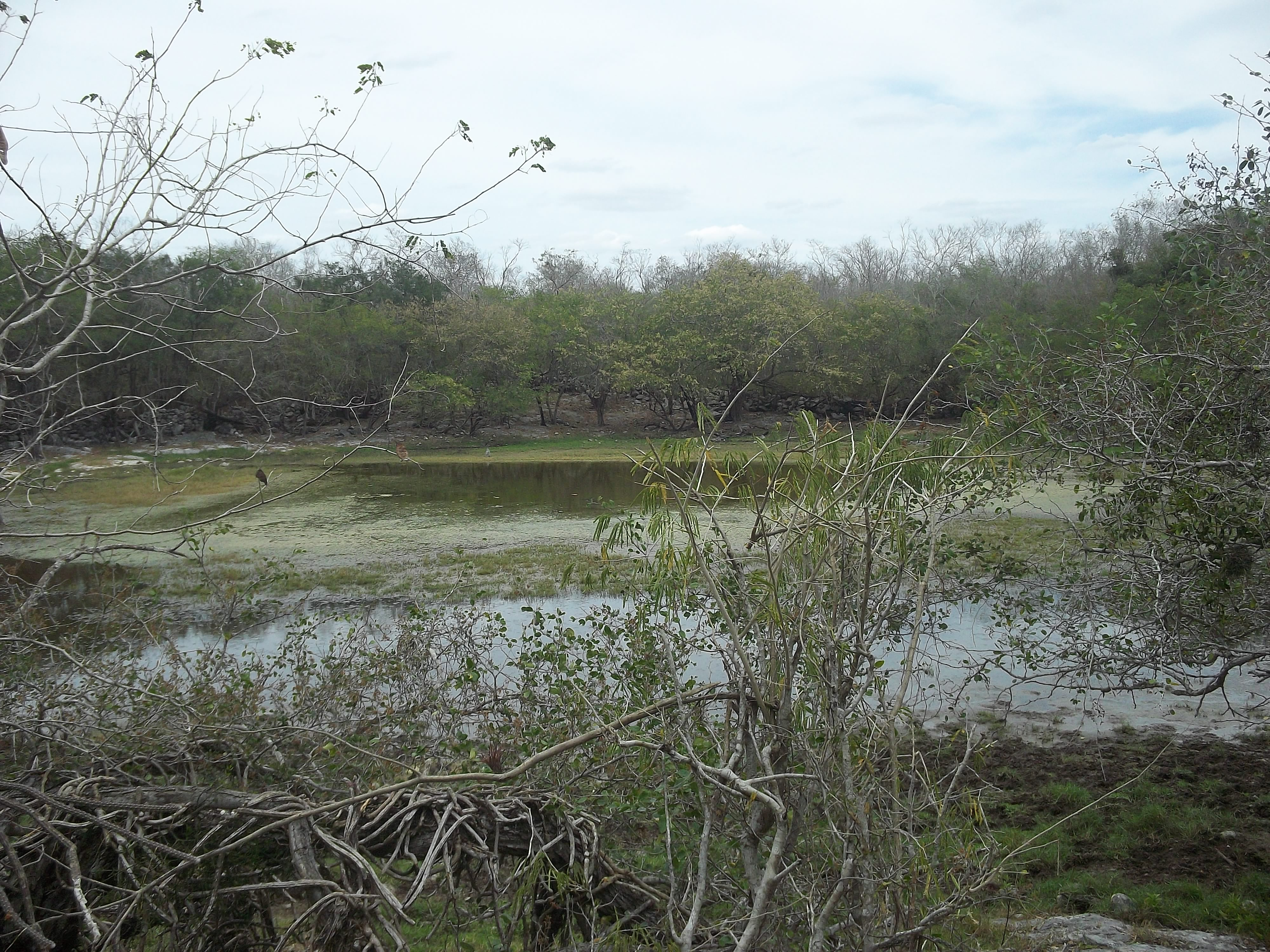
Laguna de Sabakalal.
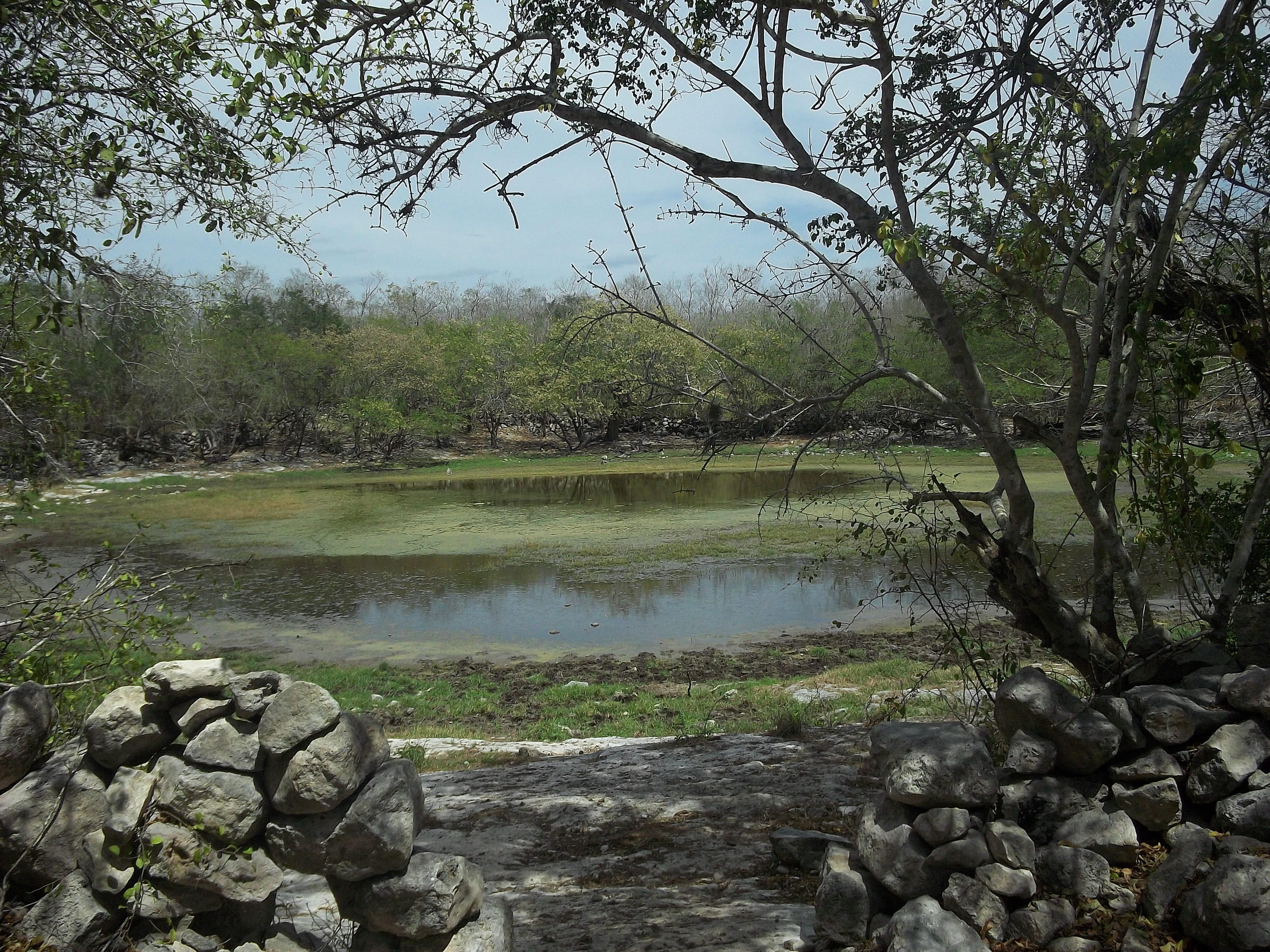
Laguna de Sabakalal.
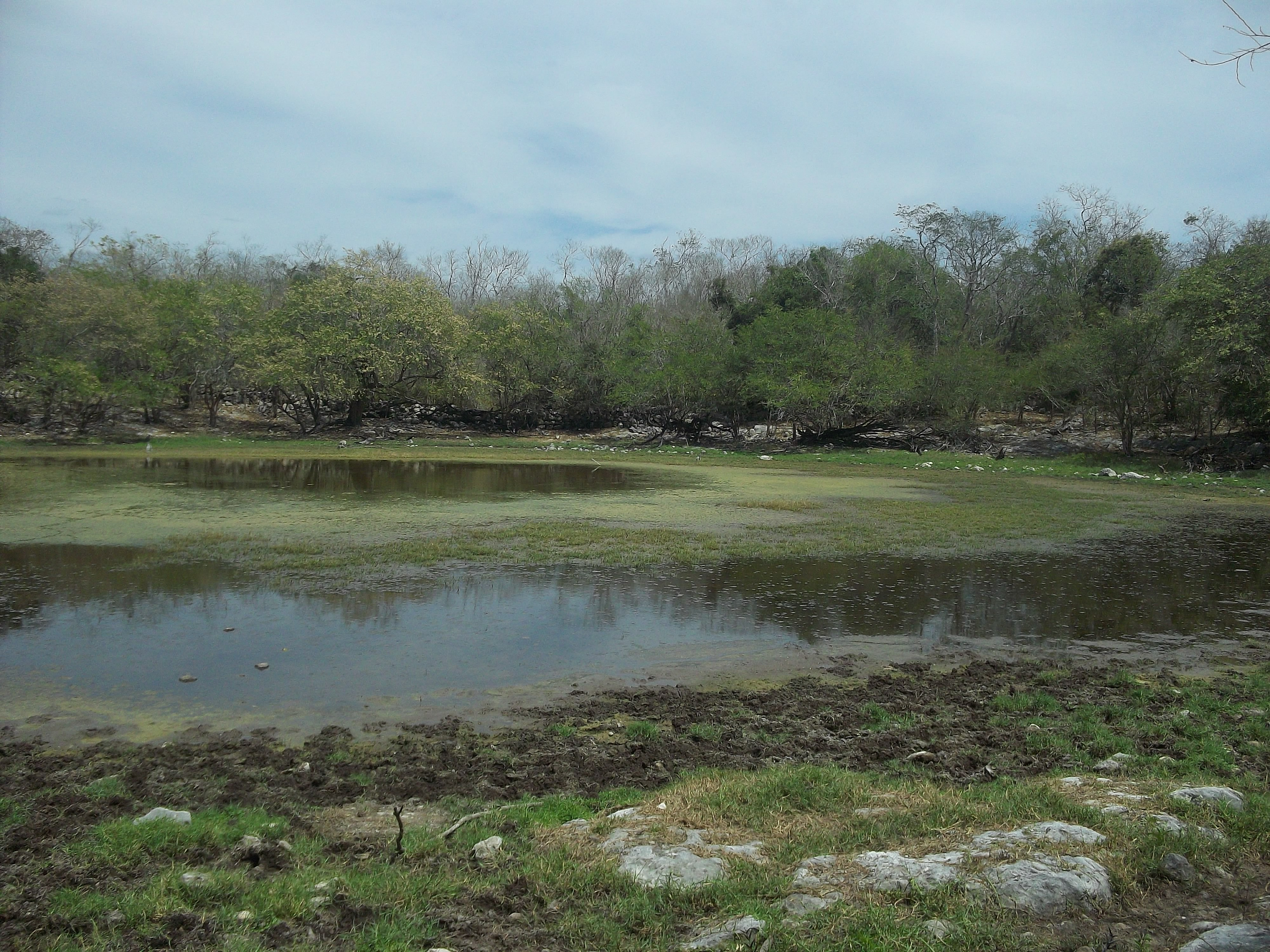
Laguna de Sabakalal.
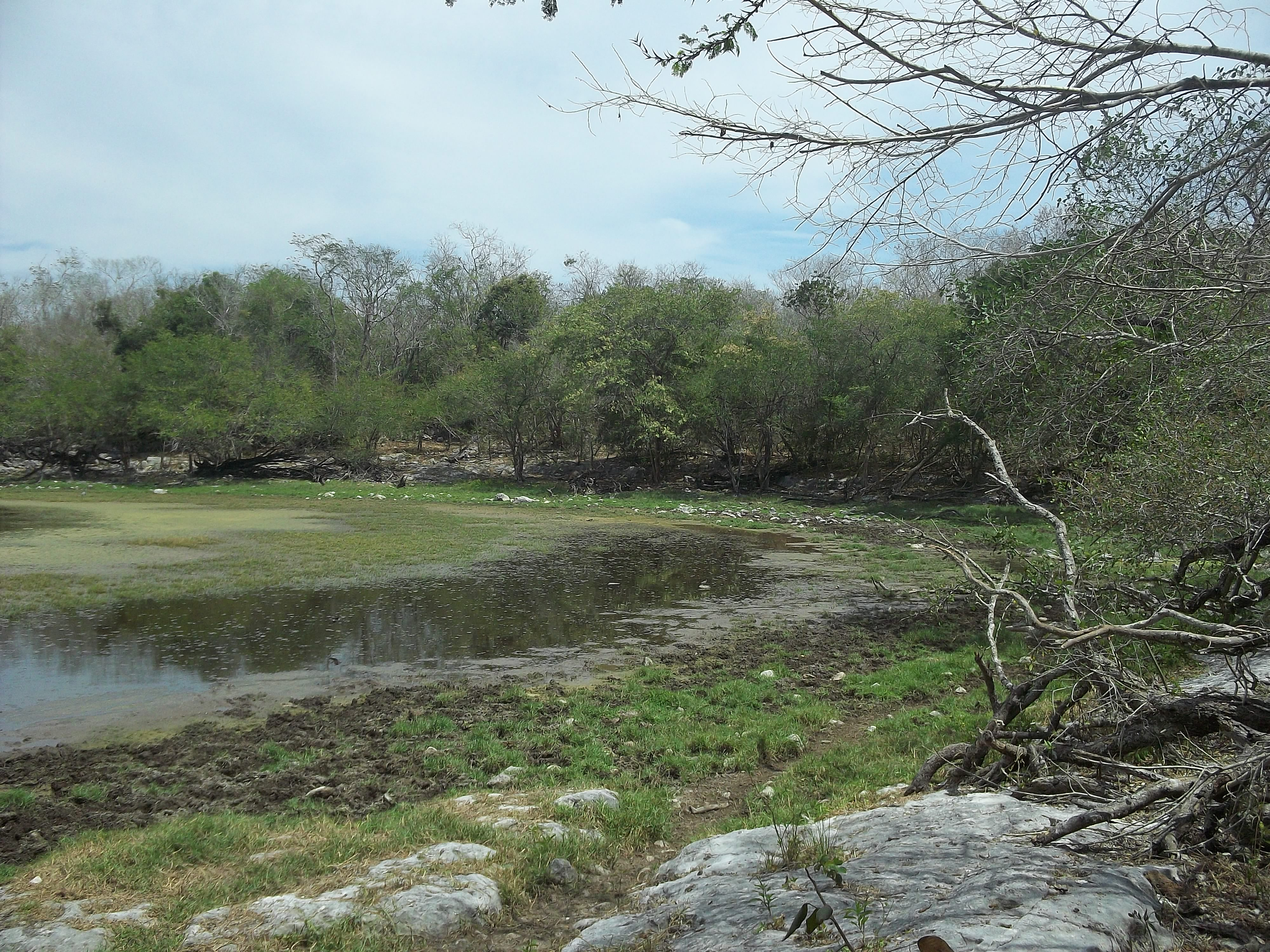
Laguna de Sabakalal.
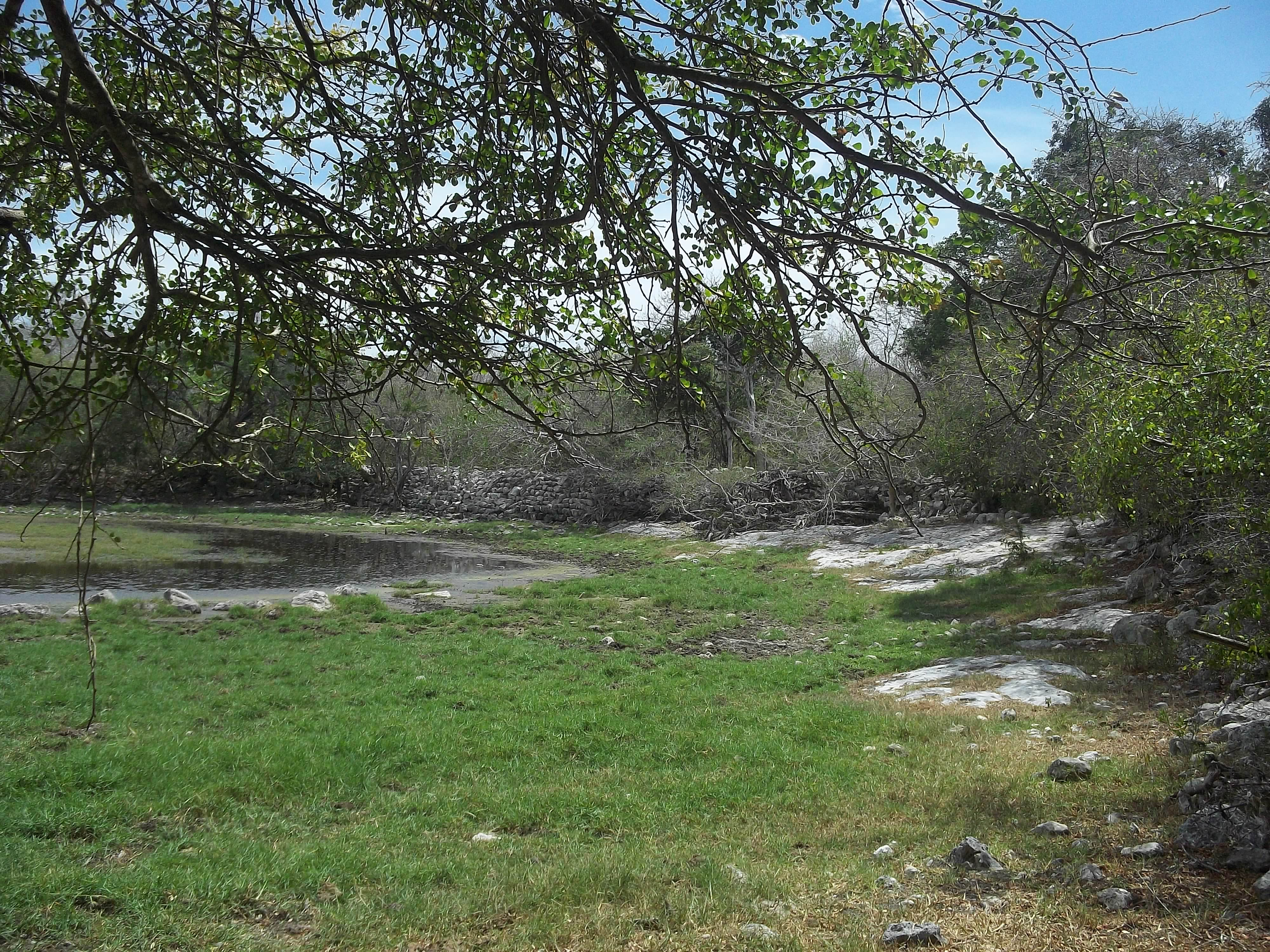
Laguna de Sabakalal.
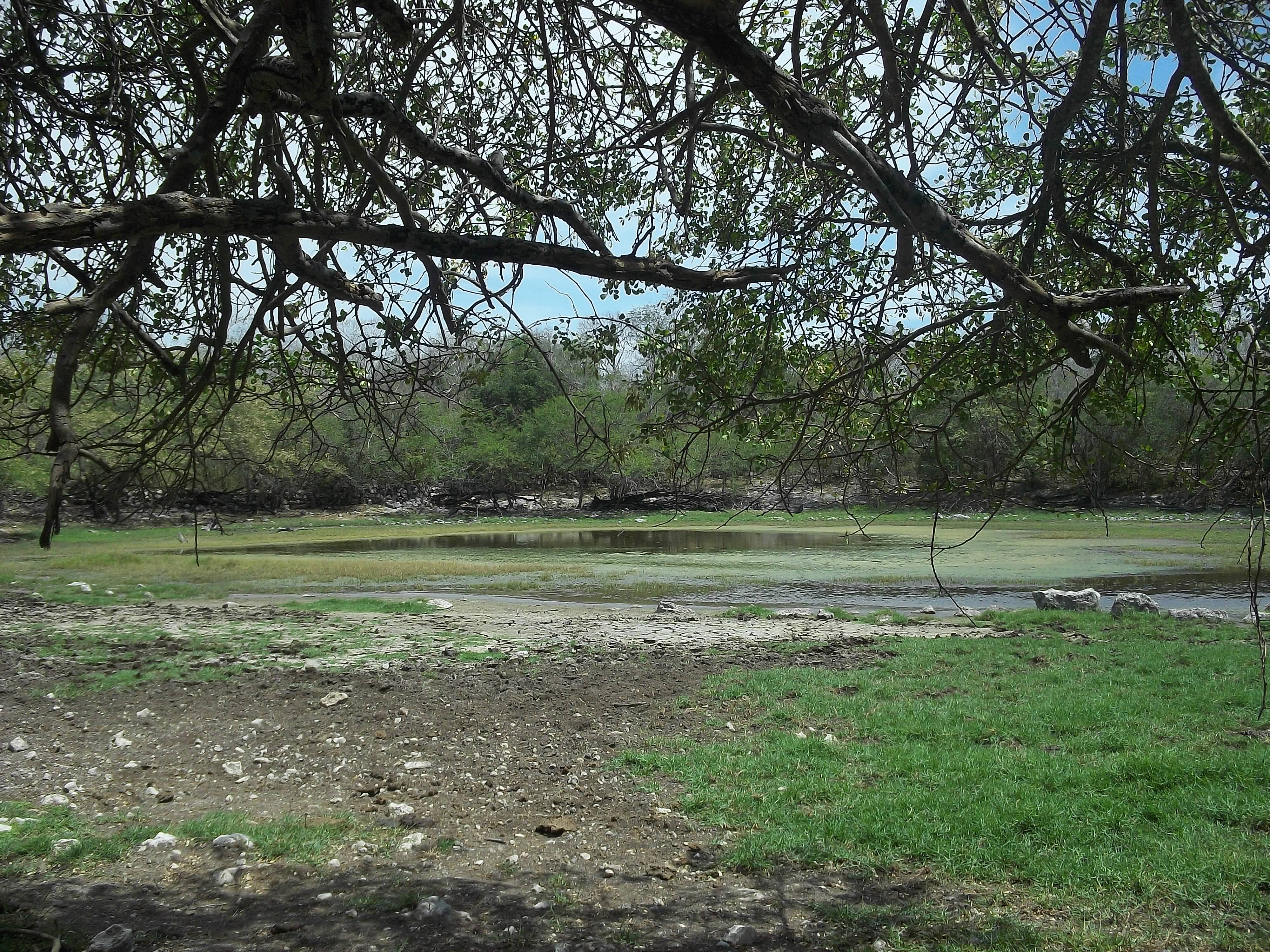
Laguna de Sabakalal.
- Laguna de Sabakalal.
- Laguna de Sabakalal.
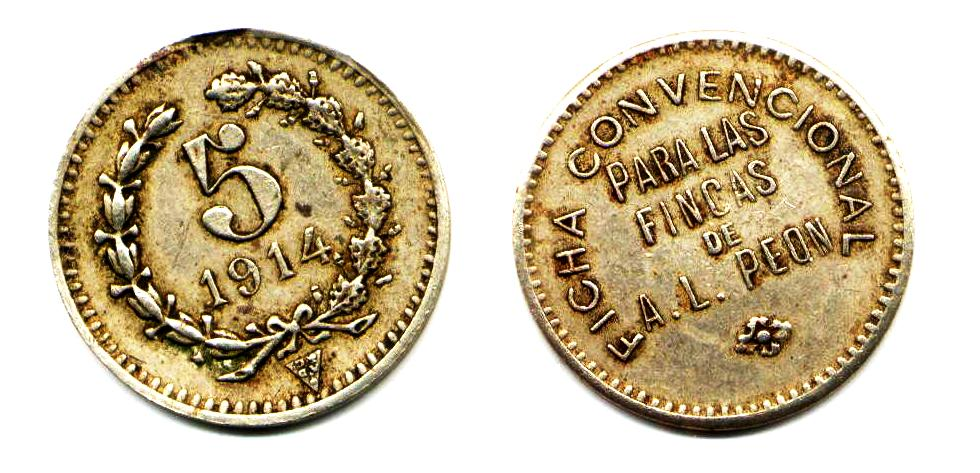
Ficha de pago por $ 0.05.
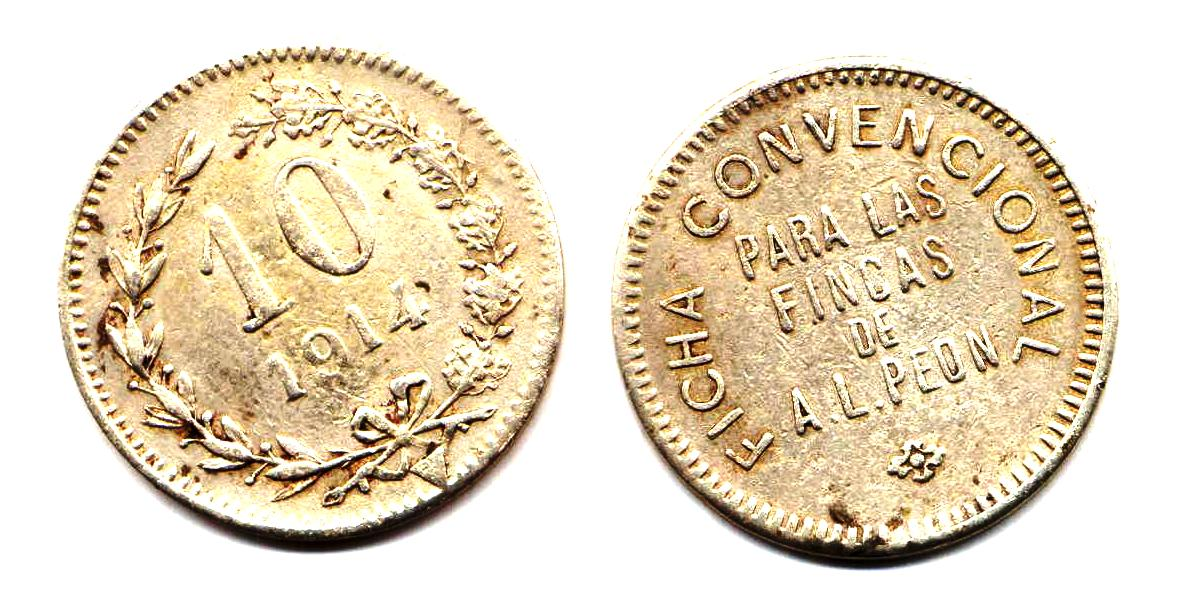
Ficha de pago por $ 0.10.
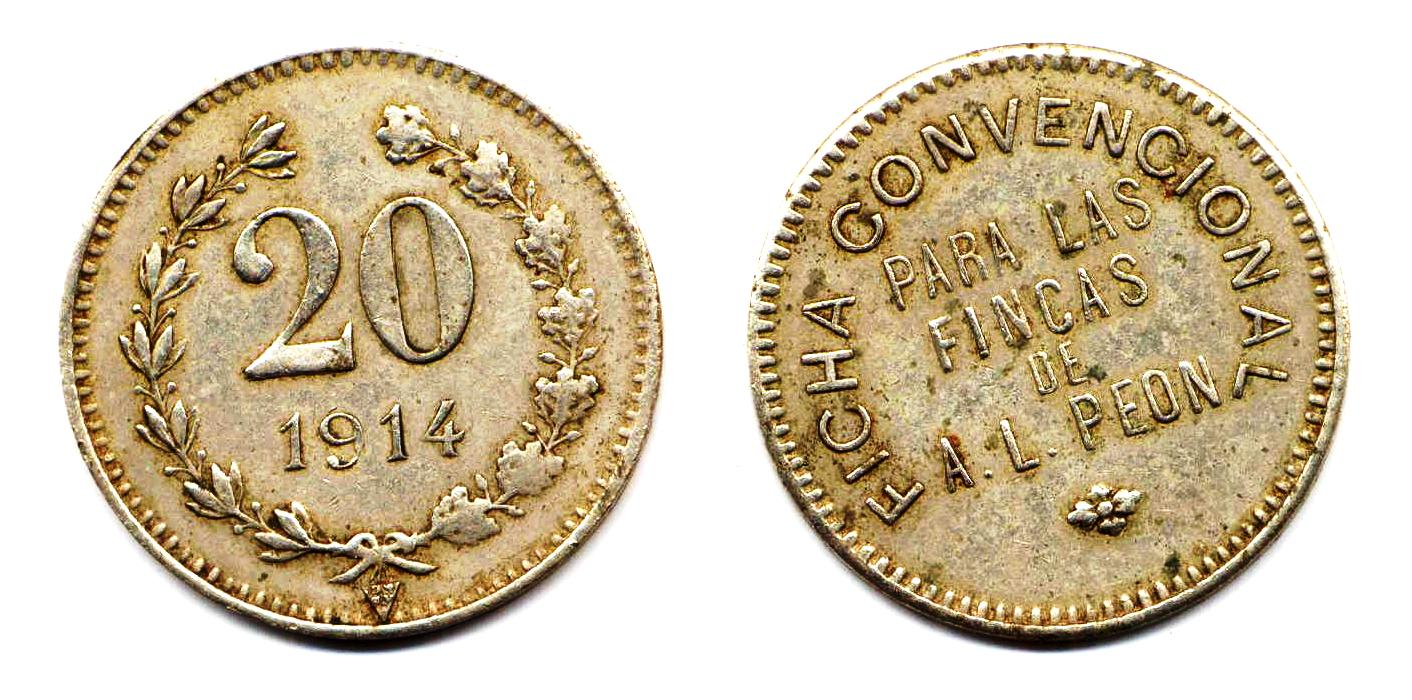
Ficha de pago por $ 0.20.
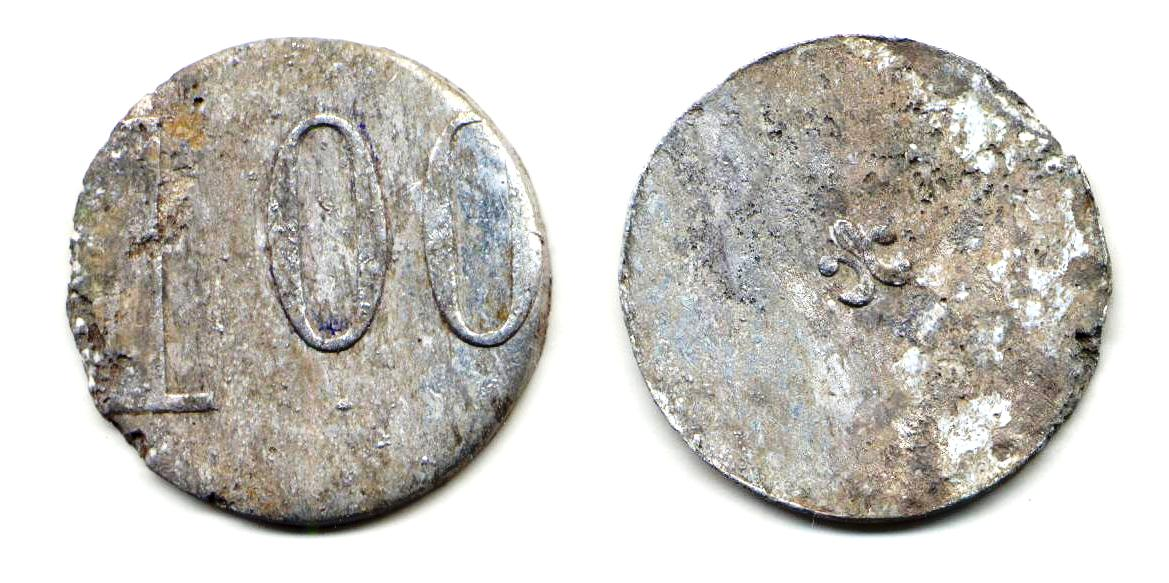
Ficha de pago por $ 1.00.